# Sucrerie d'Étrépagny
La sucrerie d'Étrépagny est une usine sucrière située à Étrépagny  dans le département de l'Eure, dans le Vexin Normand en 1863, dont Charpillon traite en citant sur un même plan économique en 1868 les sucreries de Fontenay, des Andelys et de La Rivière-Thibouville.

## Activité
Elle produit du sucre de betteraves en provenance essentiellement du département de l'Eure, mais aussi de l'Oise, du Val-d'Oise, de la Seine-Maritime et des Yvelines. 1 000 planteurs fournissent l'établissement et 200 000 tonnes de sucre blanc sont produites chaque année.
Étrepagny est reconnue dans l'Eure, aux côtés de Gisors et de Fleury-sur-Andelle, comme capitale régionale  des services à l'agriculture, notamment par la présence de l'activité de transformation qu'assure la Sucrerie .

## Histoire
Au cours de la seconde moitié du XIXe siècle, l'agriculture traditionnelle de la région commence à être bouleversée par l'apparition de la betterave. Elle prend sa place sur de la jachère et gagne du terrain chaque année. Les distilleries sont de la première génération de l'industrie de la betterave dans le Vexin. De nombreuses usines, le plus souvent attenantes à la ferme, fonctionnent avec un matériel rudimentaire.
En 1859 se construit la première distillerie industrielle d'alcool de betterave dans le Vexin normand à Villers-en-Vexin.
La fabrication du sucre de betteraves quant à elle demande des moyens financiers plus importants et seuls d'audacieux entrepreneurs se permettent la création d'une fabrique de sucre, et Arthur Lebœuf d'Osmoy est l'un de ceux-ci.

### Lancement de l'entreprise (1863-1865)
Le fondateur
Arthur Lebœuf d'Osmoy est né le 13 août 1836 à Rouen, fils d'Alphonse Lebœuf, vicomte d'Osmoy, propriétaire au lieu-dit « Les Lesques » à Auzouville-sur-Ry (Seine-Inférieure). Celui-ci avait une petite usine pour fabriquer de l'alcool de betterave dans les écuries de son château ; il est le frère de Charles Lebœuf, comte d'Osmoy, député.
Assemblée générale de lancement

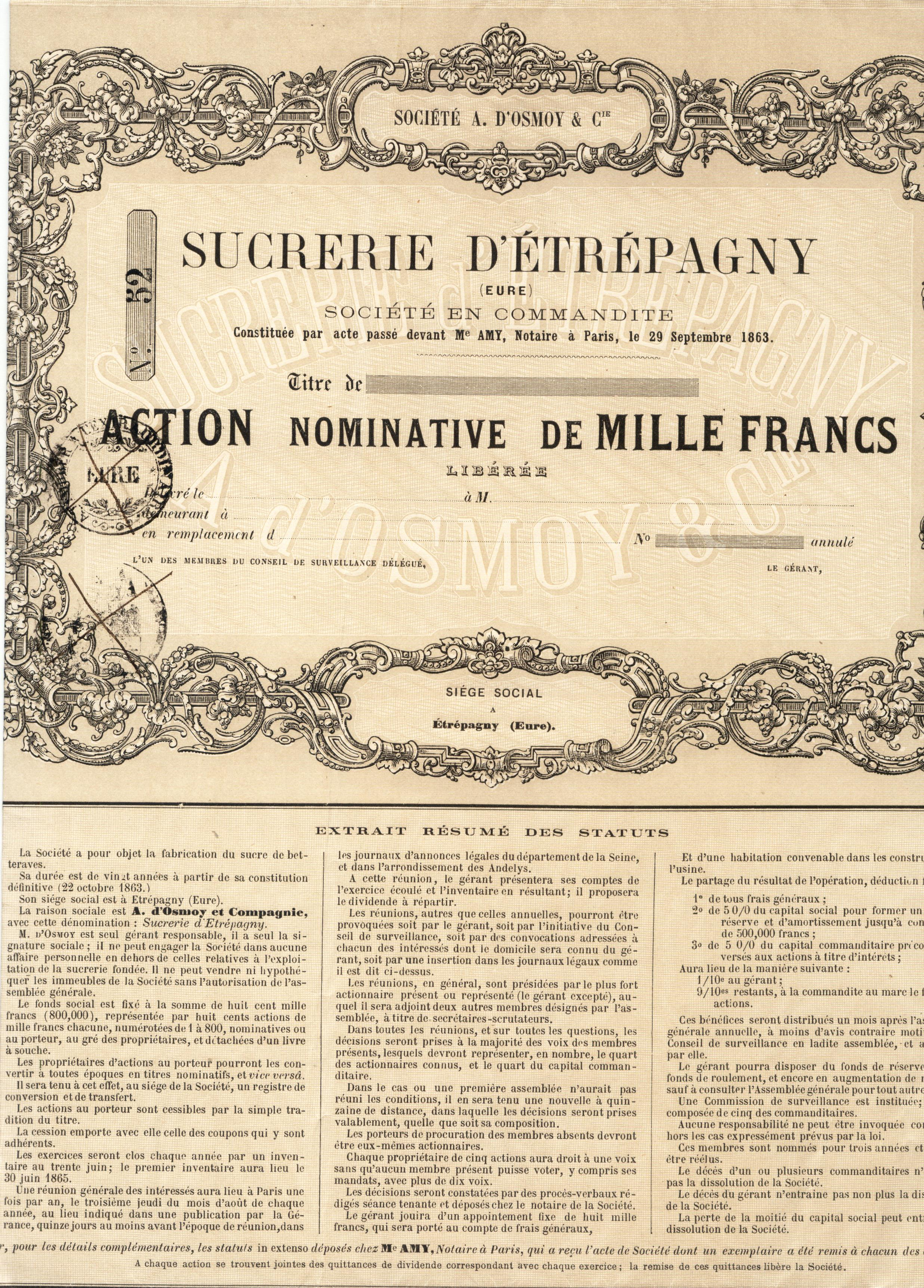
La 1re action de la société A. d'Osmoy & Cie avec les statuts.

Le 29 septembre 1863 est créée la sucrerie d'Étrépagny  par Arthur Louis Lebœuf vicomte d'Osmoy, chez maître Charles-Victor Amy notaire à Paris-Passy; il crée la société A. d'Osmoy & Cie qui prend la dénomination de sucrerie dite d'Étrépagny. Jean-François Cail est le plus gros actionnaire, possédant le quart des actions de la société.

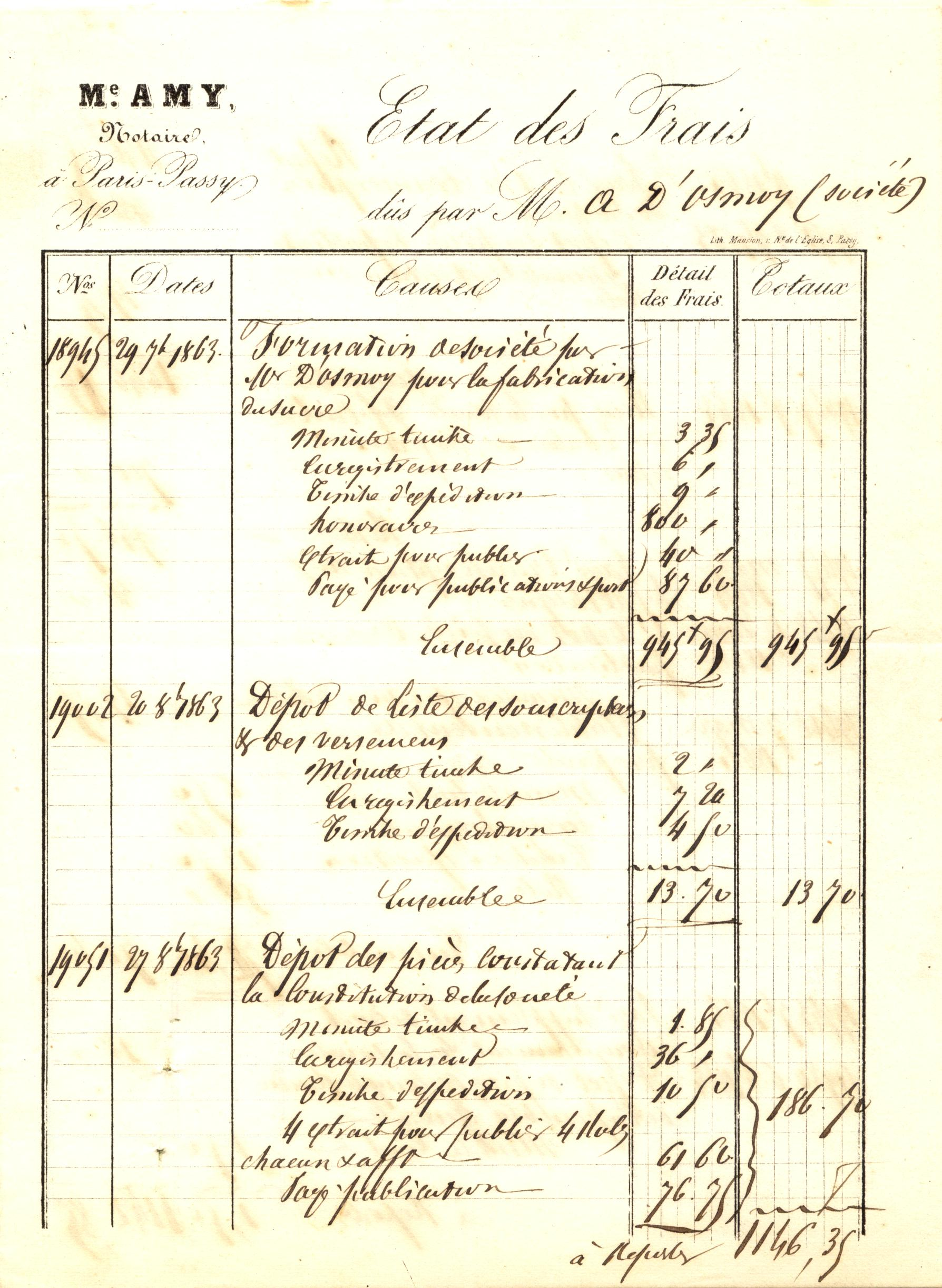
État des frais dus par M. d'Osmoy à Me Amy.

Ci-dessous le procès-verbal de la première assemblée générale des actionnaires de la société A. d'Osmoy & Cie le jeudi 22 octobre 1863 à huit heures du soir. La réunion a lieu dans la salle 232 au deuxième étage de l'hôtel du Louvre, rue de Rivoli à Paris.
Sur le terrain

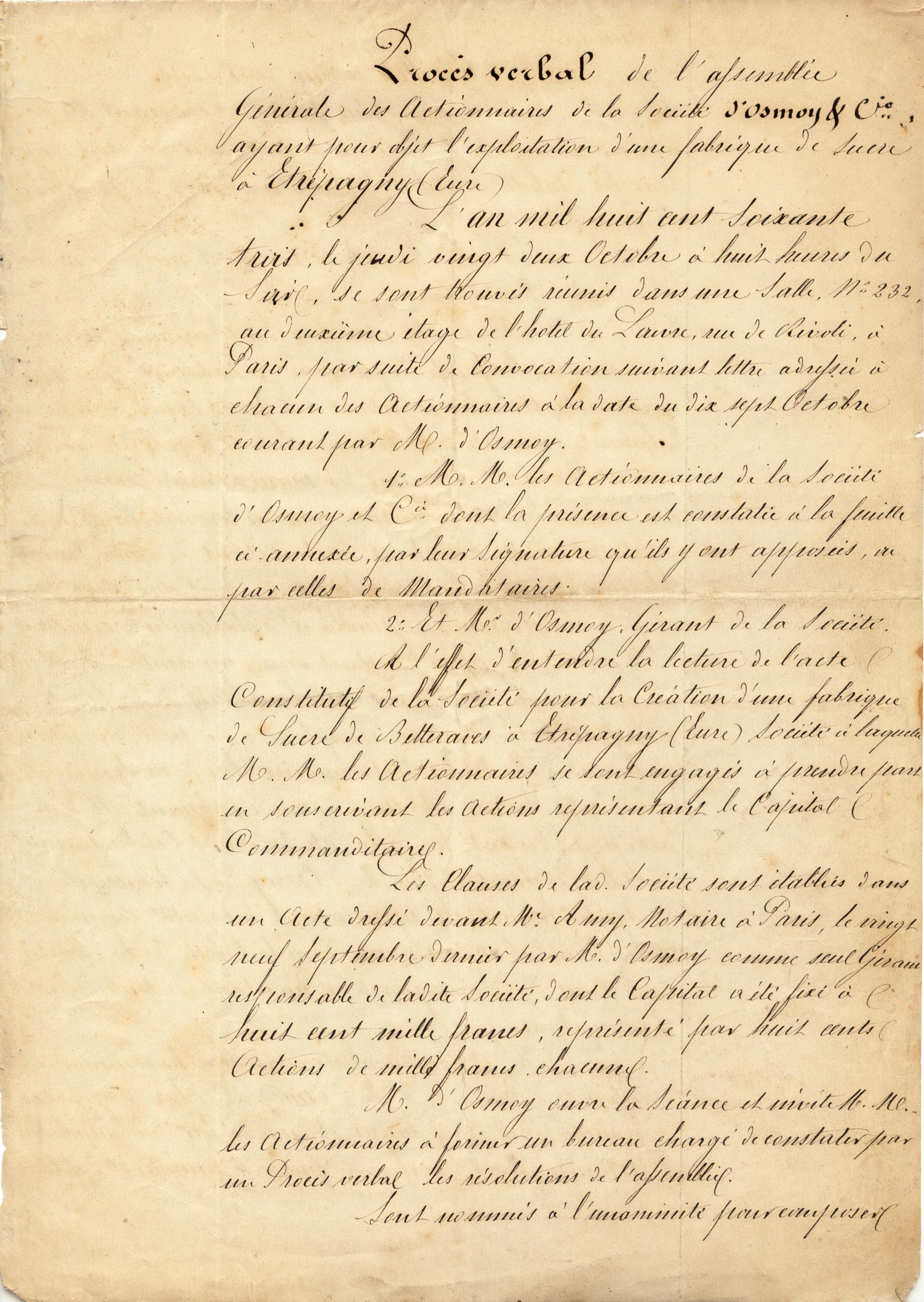
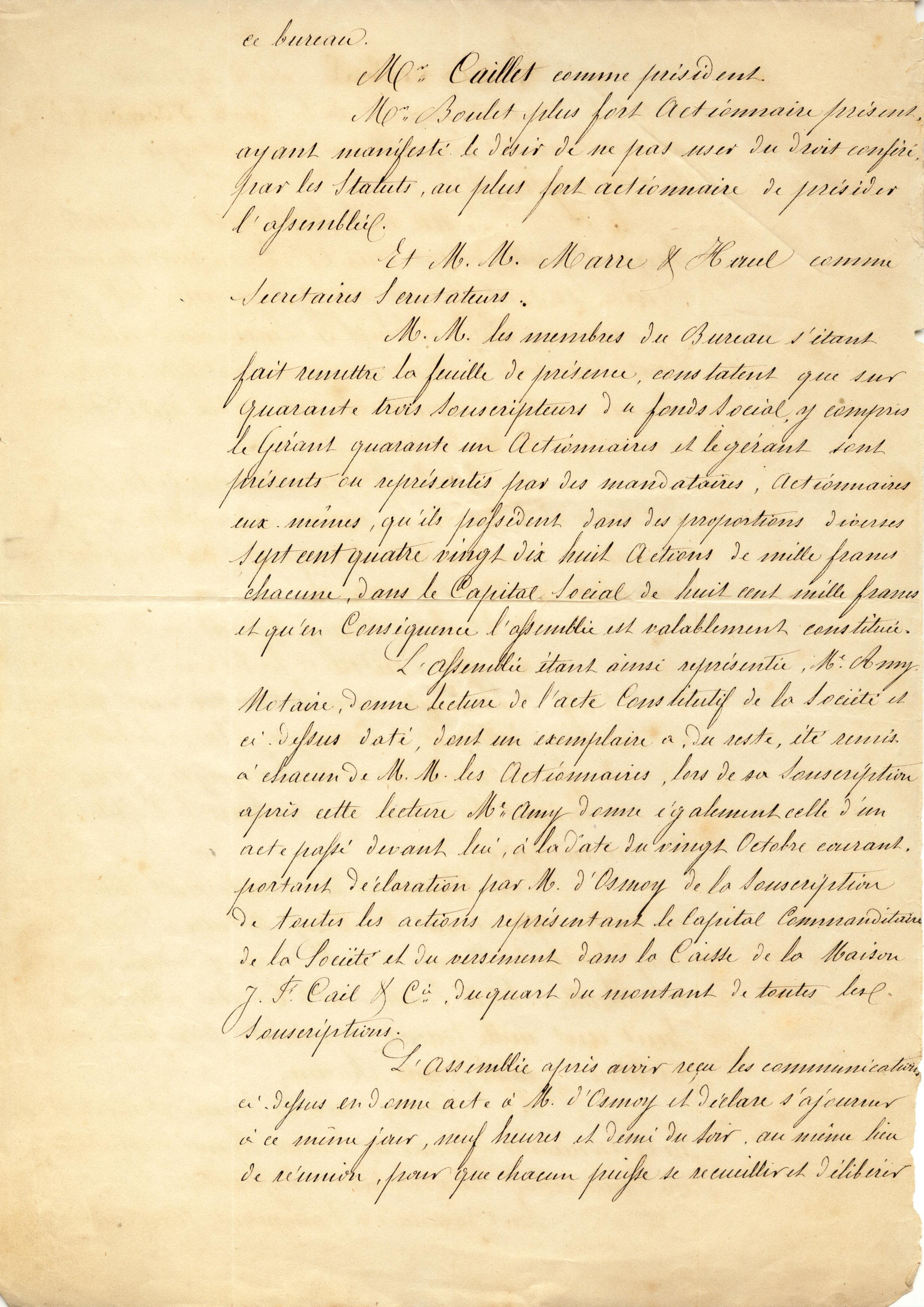
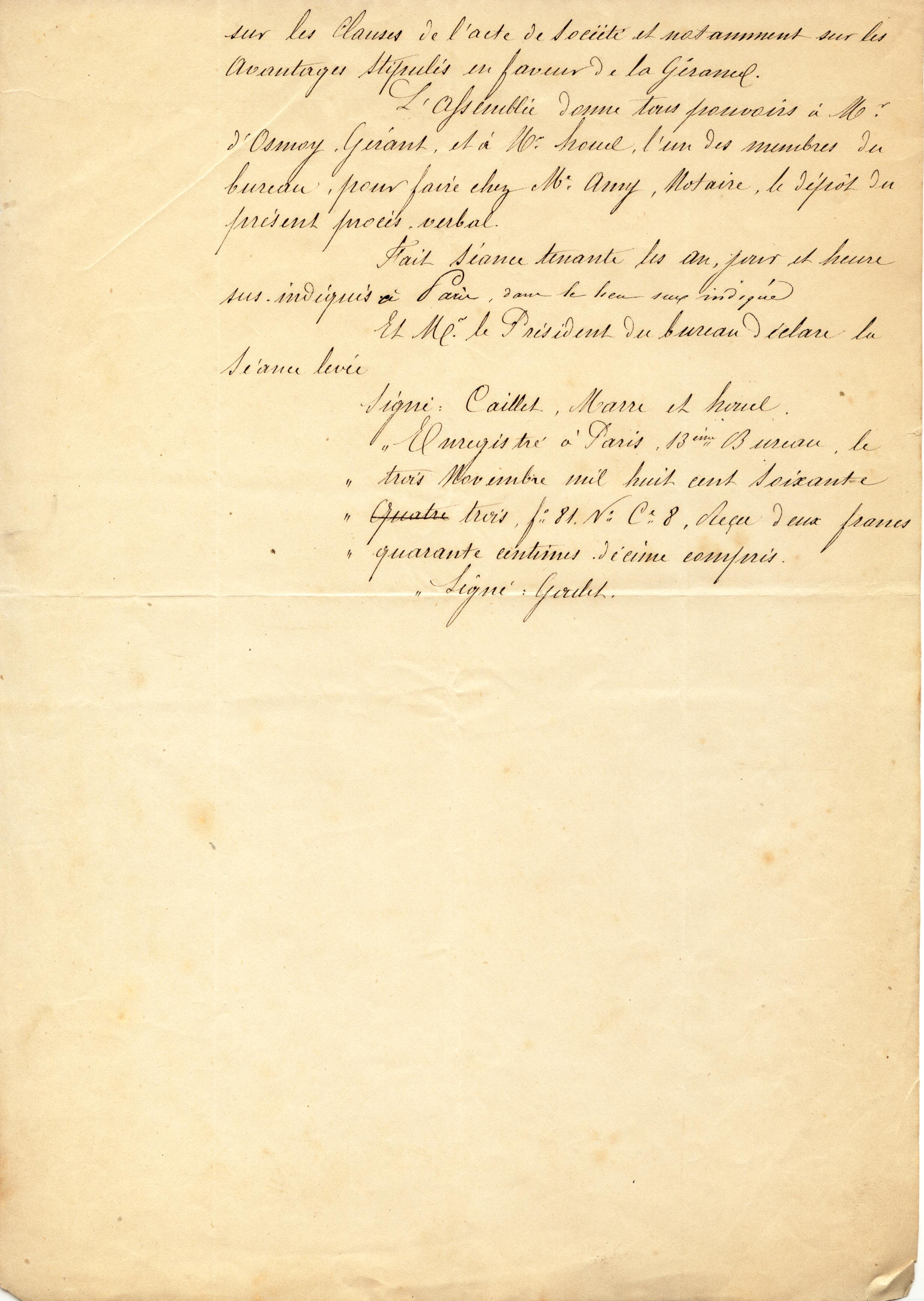

L'usine est édifiée sur une grande prairie « Clos Vert » située à la sortie d'Étrépagny en direction des Thilliers-en-Vexin, au bord de la Bonde.

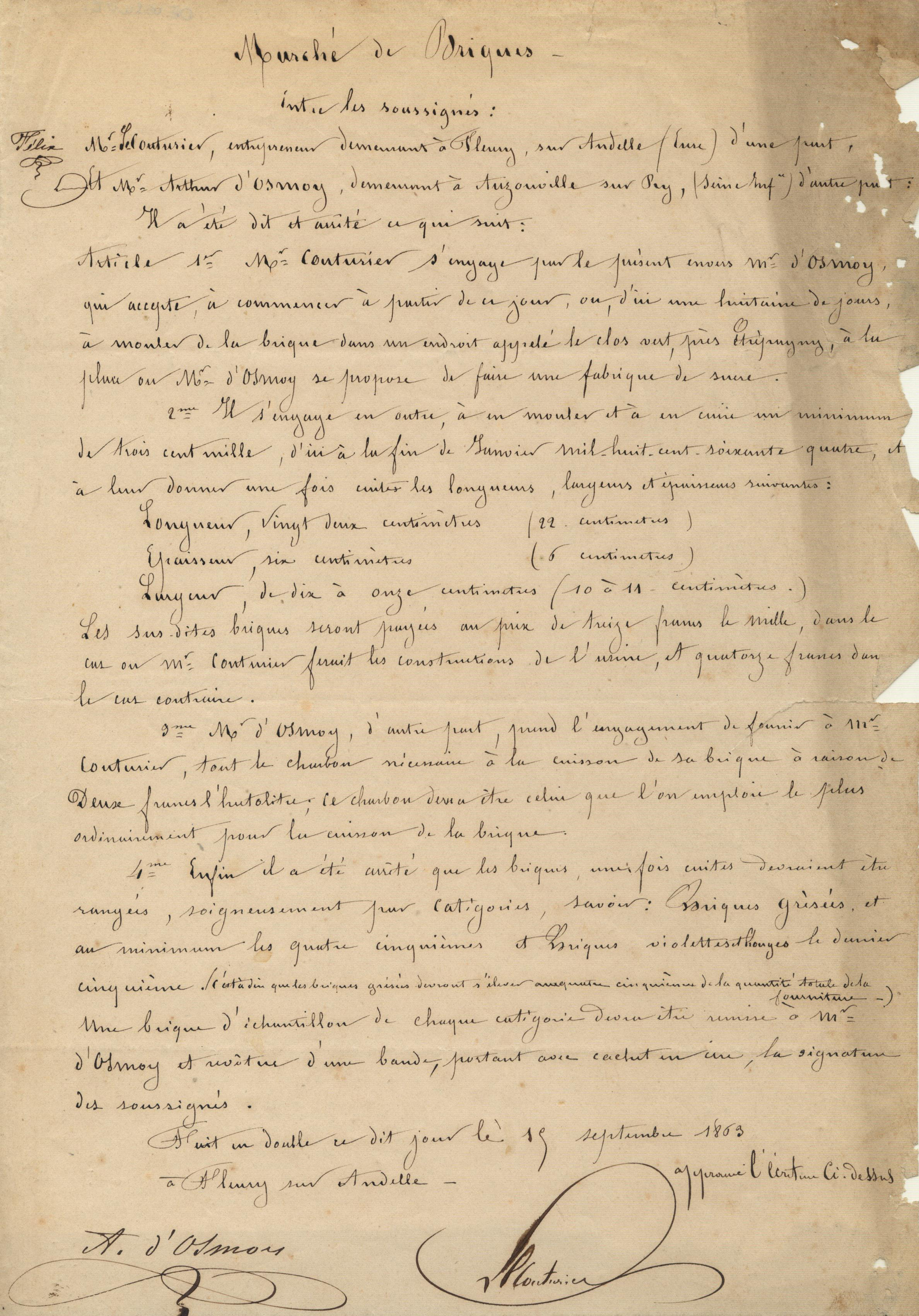
Marché de briques de M Lecouturier de Fleury-sur-Andelle pour la construction de l'usine.
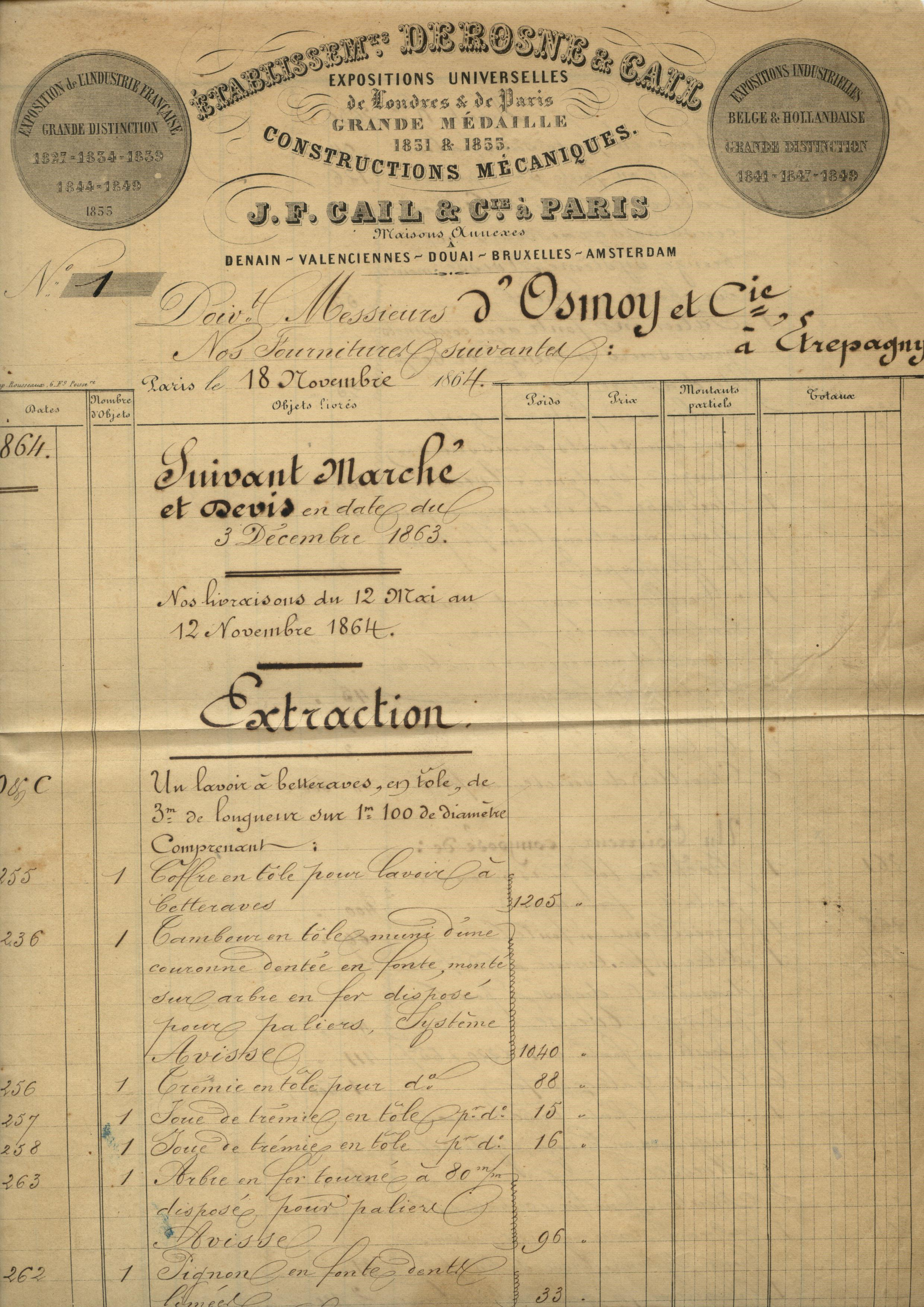
Marché passé avec la Société J.F Cail & Cie pour les machines de la betteraverie.

La construction des bâtiments de la fabrique commence le 10 mars 1864. Elle est analogue à la sucrerie d'Auffay (Seine-Inférieure), fermée en 1966. Le terrain a une surface de 3 hectares 38 ares 92 centiares, terrain acquis par M. d'Osmoy et cédé par ce dernier à la société.
Assemblée générale de 1864
Le jeudi 18 août 1864, l'assemblée générale des actionnaires de la société est réunie une deuxième fois à Paris. Le gérant, M. d'Osmoy, croit devoir entretenir l'Assemblée du projet d'un chemin de fer.
« Un projet d'un chemin de fer s'élabore en ce moment pour relier la ville de Gisors à celle de Pont-de-l'Arche, en passant par Étrépagny, et à une cinquantaine de mètres de l'usine, cette entreprise qui paraîtrait entrer dans la phase d'exécution devrait se réaliser au moyen d'une subvention qui serait accordée par le gouvernement et d'une souscription par le département de l'Eure avec le concours des intéressés à l'exécution de ce projet. »
Le gérant présente les avantages que devrait retirer l'usine de l'établissement d'une station de chemin de fer, à environ 50 mètres de la fabrique et engage la société dans une souscription de cinquante actions ou 25 000 francs dans le capital de 6 millions que doit coûter le chemin de fer, s'il est exécuté, la société n'étant engagée que dans ce cas.
Après cette communication et quelques observations de l'assemblée, le président du bureau met aux voix l'approbation au rapport dont il vient d'être donné lecture. Elle approuve la souscription de 50 actions, faite par le gérant au nom de la société au capital nécessaire pour l'exécution du chemin de fer projeté de Pont-de-l'Arche à Gisors.
« Cette ligne ferrée devrait procurer de tels avantages à la fabrique qu'elle n'a pas hésité un instant à faire cette dépense qui en définitive ne sera qu'une avance momentanée. La voie une fois en activité, ces actions seront cotées à la bourse de Paris et nous pourrons les négocier à ce moment si besoin en est. »
Première campagne - l'usine est construite en sept mois
La vapeur est produite par quatre chaudières à charbon avec des cheminées en tôle de 25 mètres de haut et 0,70 m de diamètre. Elles sont fournies par les établissements Ch. Derosne et Cail.
La première campagne débute en octobre 1864. Exploit pour l'époque, une usine construite en 7 mois. La capacité de l'usine était prévue pour 40 000 tonnes de betteraves. Elle ne peut travailler que 13 411 tonnes et ne produit que 835 tonnes de sucre et une moyenne de rendement en sucre de 6,40 %.
Deuxième campagne

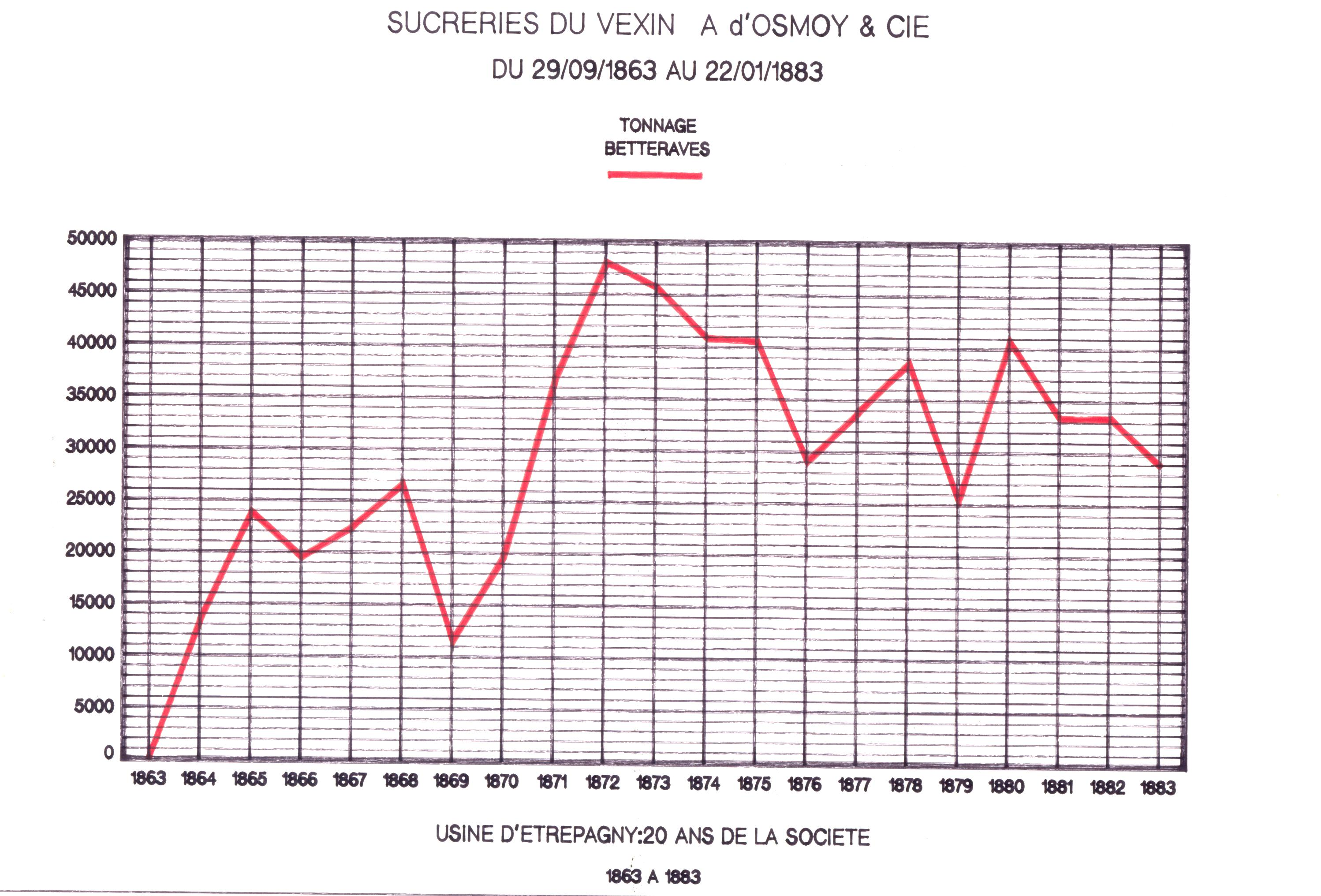
Tonnage des betteraves de 1863 à 1883.

La deuxième campagne de 1865 donne une idée plus précise de la production : 1 467 tonnes de sucre pour 23 808 tonnes de betteraves sur 118 jours de récolte. Le tonnage journalier est de 201 tonnes et la  moyenne de rendement de sucre est de 6,16 %.
L'approvisionnement est la préoccupation majeure de ces premières années : les transports sont lents, de faibles tonnages et se font par des tombereaux attelés de bœufs et de chevaux. Le coût du transport ne permet pas de récolter au-delà de 5 à 6 kilomètres et cela milite pour une seconde usine.

### L'expansion de 1866 à 1880

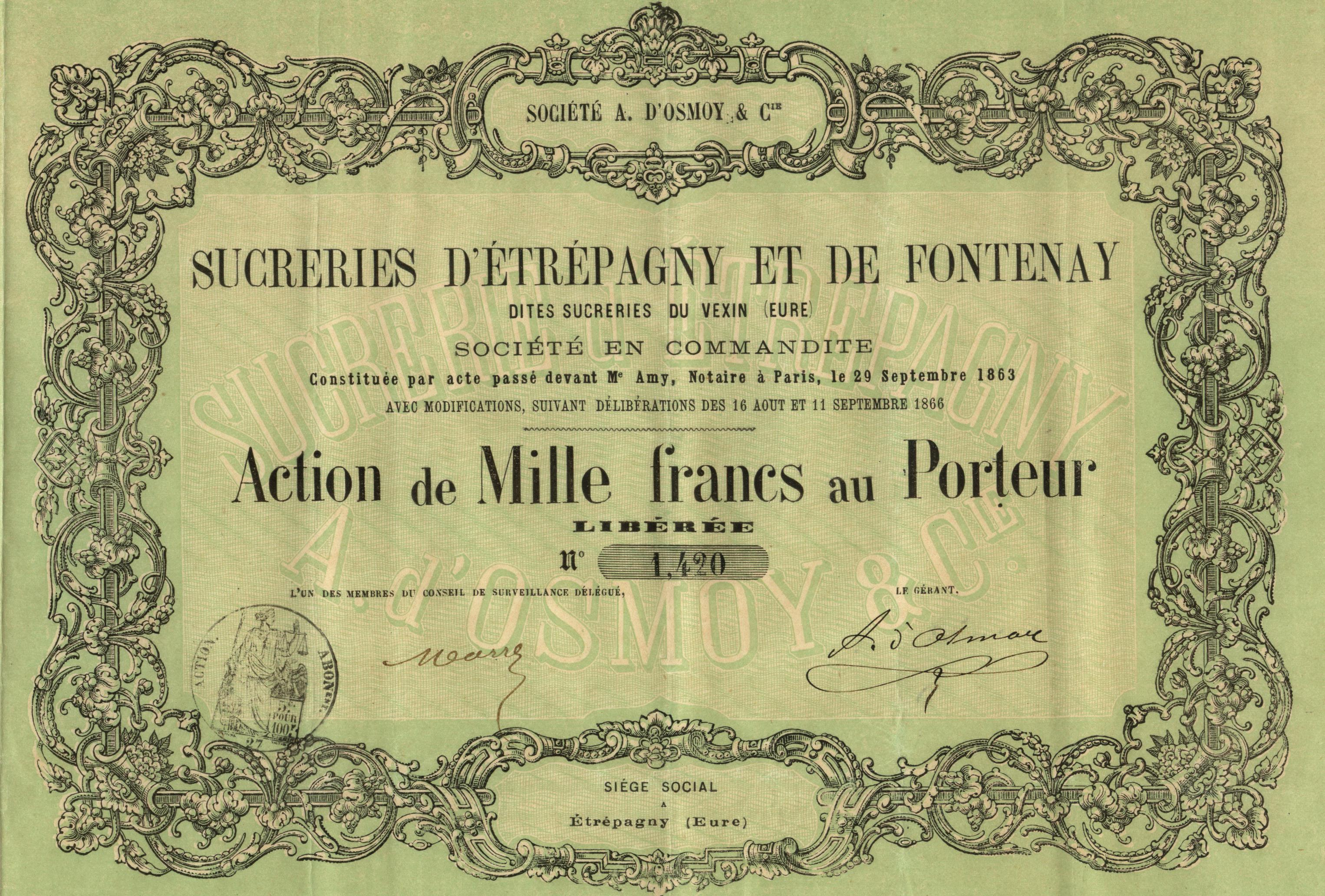
Nouvelle action après changement de raison sociale.

Le 11 septembre 1866, la fabrique devient Sucrerie d'Étrépagny et de Fontenay, dite Sucreries du Vexin . Jean Jules Allain Michaux demeurant à Bonnières-sur-Seine (Seine-et-Oise) procède à l'apport à la société A. d'Osmoy & Cie d'une distillerie et de 50 hectares de terre sise à Tourny (Eure), située à quelques kilomètres de Fontenay.
Le 22 septembre débute la construction d'une sucrerie identique à celle d'Étrépagny à Fontenay, qui se trouve à une dizaine de kilomètres en direction de Vernon. C'est Joseph François Bonnaterre, ingénieur civil spécialisé et réputé, qui crée cette usine.
Ensuite, d'Osmoy élargit les possibilités d'emblavements en installant des bascules de réception en plein champ. Elles limitent les trajets des planteurs en leur évitant de conduire leurs charrois jusqu'à la fabrique. Ce sont des « voituriers » à la charge de la sucrerie qui alimentent l'usine. Pour Étrépagny, les bascules se situent à Chauvicourt-Provemont et Saint-Germain près de Morgny et, pour Fontenay, aux Thilliers-en-Vexin, Civières et Tourny.

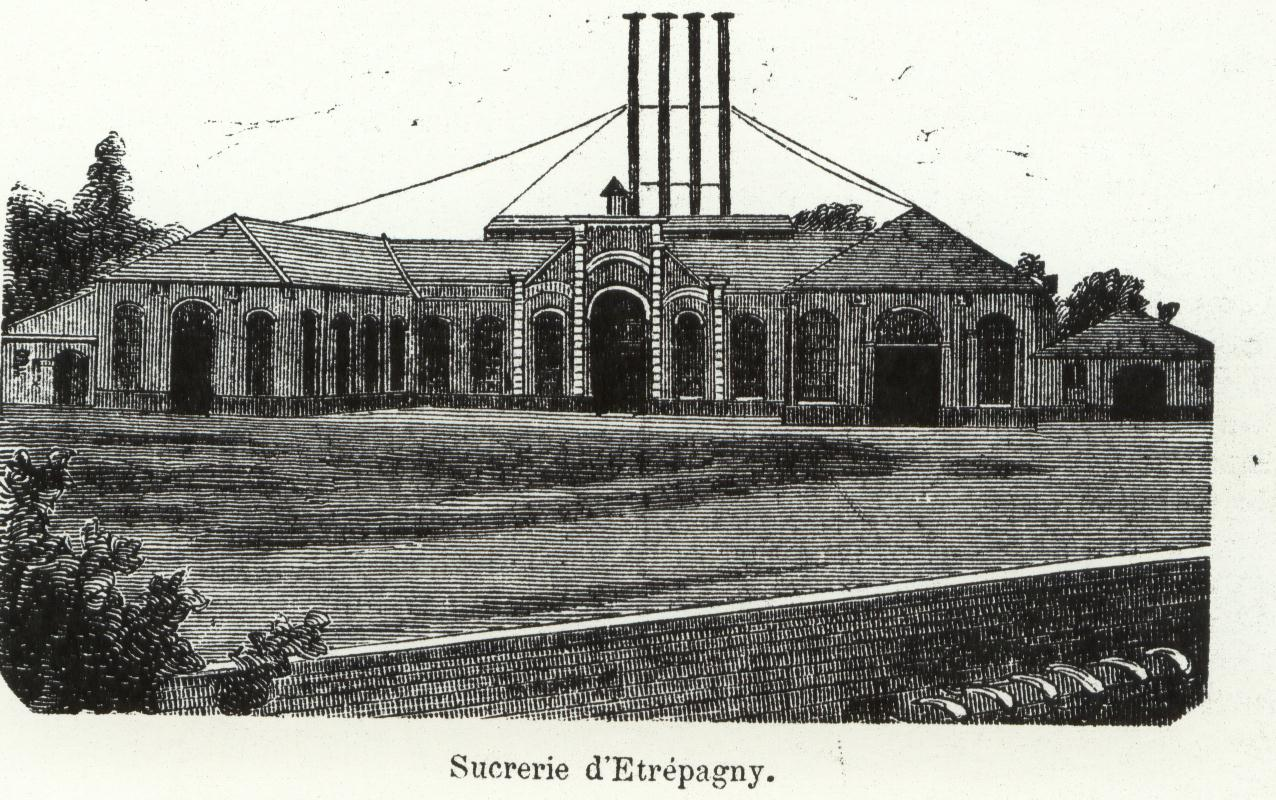
Comparaison entre les deux façades d'Étrépagny et de Fontenay.
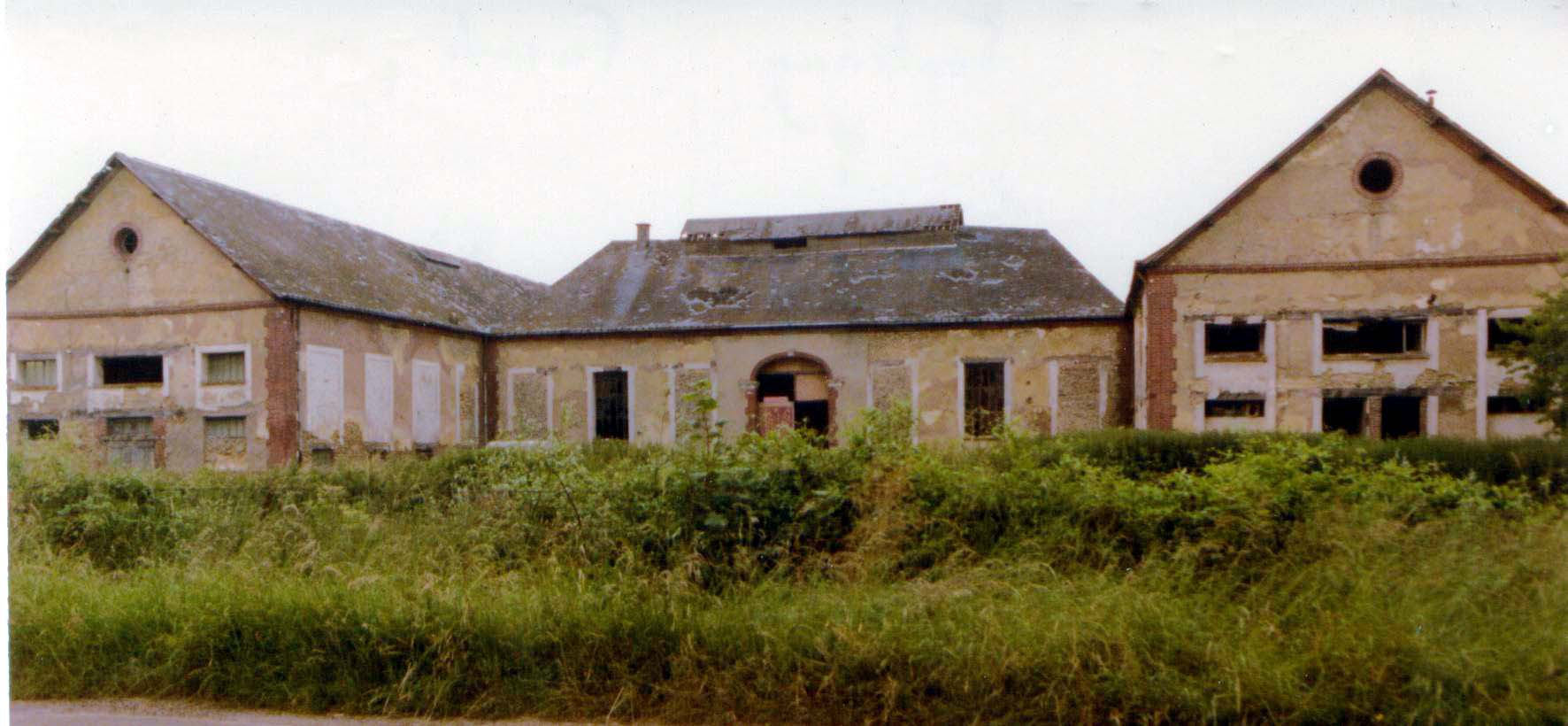
Photo de la façade, prise de la route de Guitry (Eure)

La société A. d'Osmoy et Cie participe à l'exposition universelle de 1867 dans la classe 72, section IV : Sucres et Produits de la confiserie.

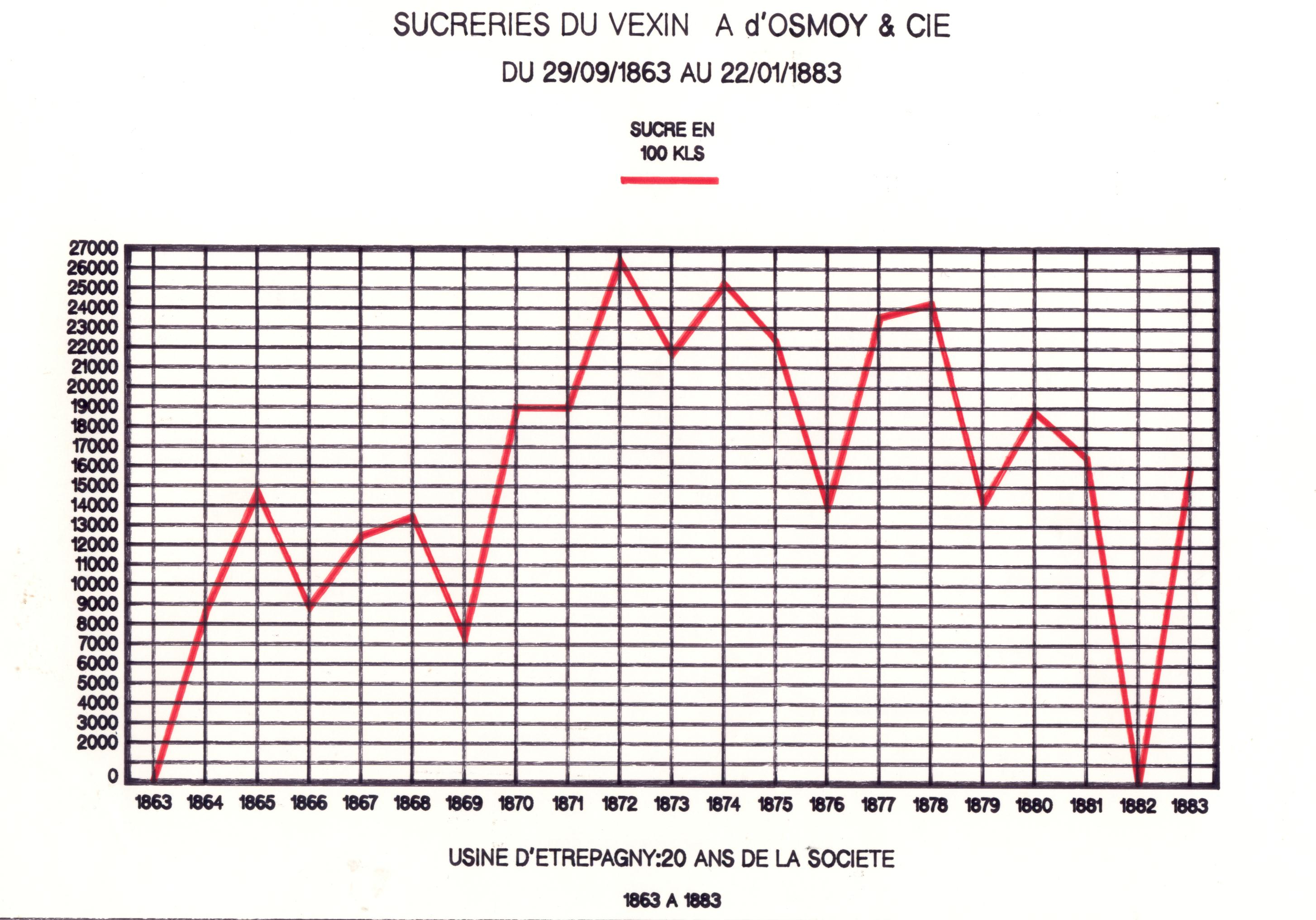
Courbe du sucre en kilogrammes de 1863 à 1883

Dans son rapport du 20 août 1868, le gérant annonce « l'achat d'une prairie, de 1 hectare 32 centiares, attenant à la fabrique moyennant 9 180 francs environ dont 4 863,60 francs que nous avons payé pour partie cette année, prairie que j'ai acquise après avis du Conseil de Surveillance pour pouvoir nous relier au chemin de fer dont j'avais eu l'honneur de vous annoncer l'exécution.
Ce terrain nous donnera la possibilité, pour cette année même, de nous relier directement à la voie ferrée qui commencera son exploitation dès le mois de septembre prochain et nous permettra, à l'aide d'une dépense d'une dizaine de mille francs de terrassements et d'installation de rails de faire des économies considérables sur nos transports tant de betteraves que de charbons et autres. 
Il importait tellement à notre société d'avoir cette ligne ferrée que je n'ai pas hésité à faire cette dépense qui n'est en définitive qu'une avance de fonds momentanée. »
Le 29 décembre 1868 est mise en service par la compagnie du chemin de fer de Pont-de-l'Arche à Gisors de la ligne de Gisors-Embranchement à Pont-de-l'Arche.

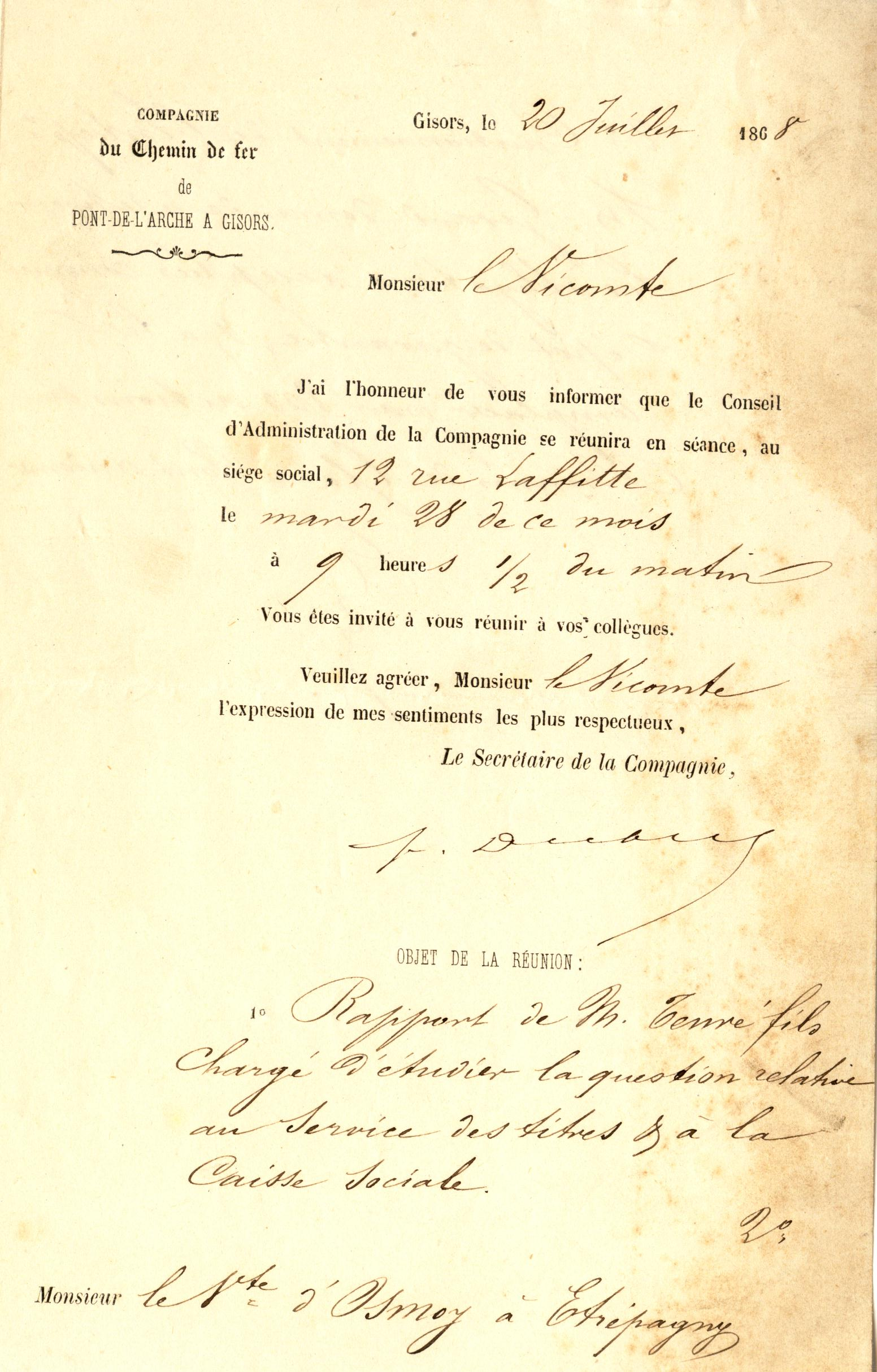
Avis de réunion de la Cie du chemin de fer.

Le gérant :« Aujourd'hui le 19 août 1869, notre chemin de fer d'Étrépagny est un fait accompli, et en pleine activité d'exploitation, tous nos approvisionnements de l'an dernier sont arrivés et tous nos produits ont été expédiés par cette nouvelle voie.
Mais l'organisation de ce nouveau chemin de fer n'étant pas encore relié par Gisors à la ligne de l'Ouest, nous avons été forcés de faire venir nos charbons par la ligne d'Amiens en passant par Rouen et Pont-de-l'Arche, ce qui nous a enlevé les bénéfices que nous estimons sans exagération à une quinzaine de mille francs. 
Il est vrai que nous avons été forcés de créer nous-mêmes un embranchement allant directement de notre usine à la gare d'Étrépagny, embranchement qui nous reviendra, tous mémoires réglés, de 25 000 à 30 000 francs, mais qui, comme vous le voyez sera de l'argent placé à de beaux intérêts tout en nous donnant la possibilité d'augmenter nos approvisionnements de betteraves. »
Le 29 septembre 1870, réunion exceptionnelle de 103 cultivateurs du fait de la guerre de 1870.
Le 14 mars 1872, on évoque le projet d'une râperie à Vesly, mais il est abandonné.
Par contre, le 18 février 1873 voit la construction d'une râperie de betteraves à Saussay-la-Vache et, le 22 mars 1873, celle d'une deuxième râperie à Écouis, au lieu-dit Brémule.

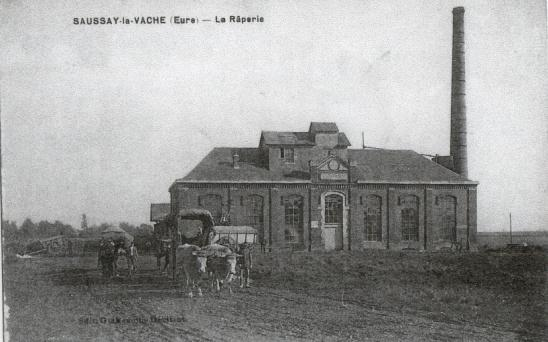
Râperie de Saussay-la-Vache en 1910.

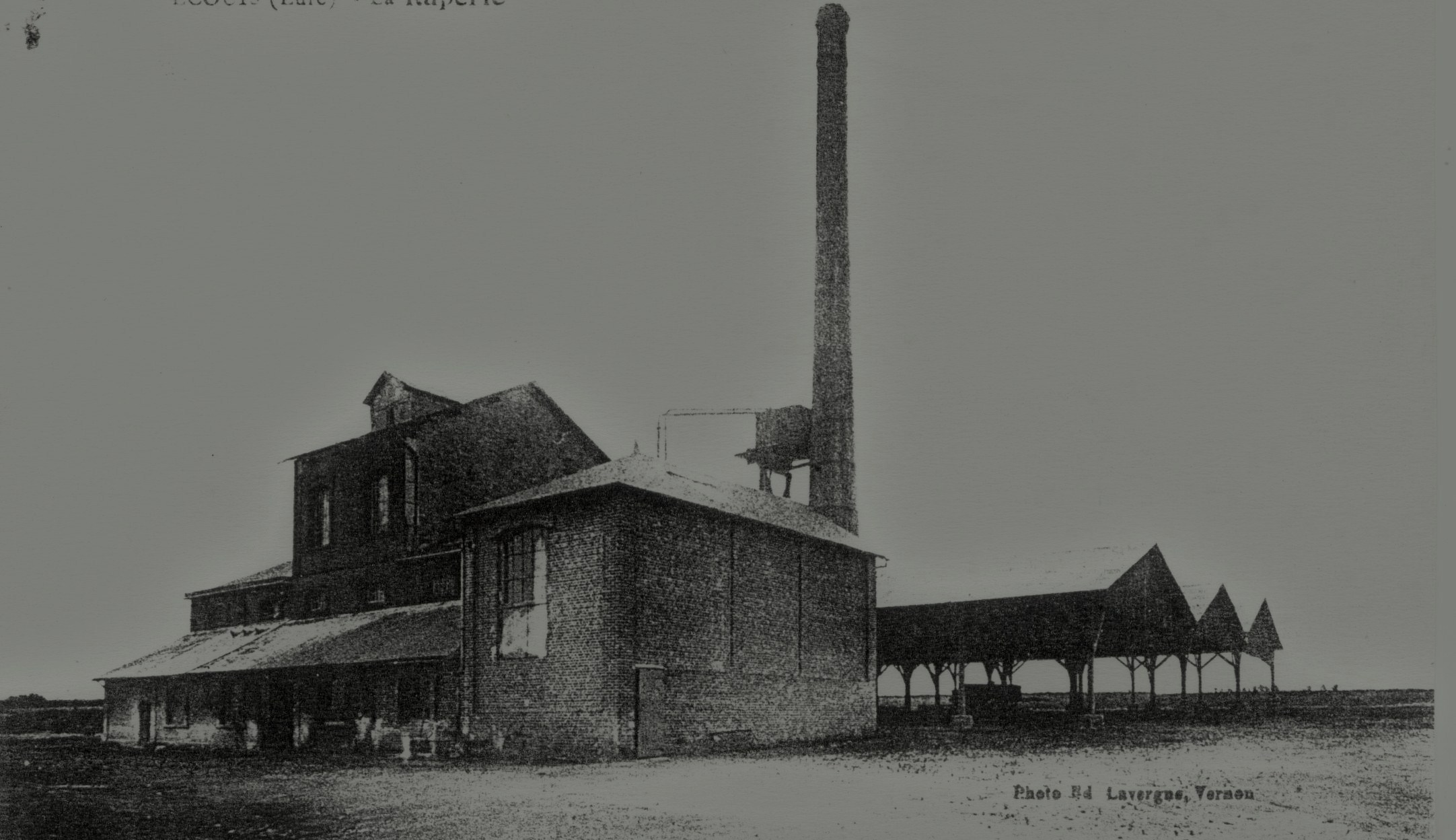
Râperie de Brémule en 1910.

Ces deux ateliers permettent d'extraire le jus de betteraves râpées; le jus est chaulé, puis refoulé par une conduite souterraine de 17 kilomètres vers l'usine centrale.
Après la mise en service des deux râperies, la sucrerie des Andelys n'est plus compétitive et, en septembre 1876, c'est la faillite de la sucrerie Henri Larue et Cie, fabricant de sucre aux Andelys et à Noyant.
Le 28 décembre 1876, débutent les travaux pour le tramway installé par la Compagnie départementale qui reliera Étrépagny à Fontenay (Eure) et à Tourny . Il servira surtout pour le transport des betteraves, du charbon pour le générateur de vapeur, de la houille pour avoir du gaz de houille au four à chaux, du coke, la pulpe de betterave, etc. D'Osmoy fait le trajet d'Étrépagny à Fontenay avec ce tramway dans son wagon à l'arrière du convoi.

### Faillites en chaîne de 1881, 1882 et 1883

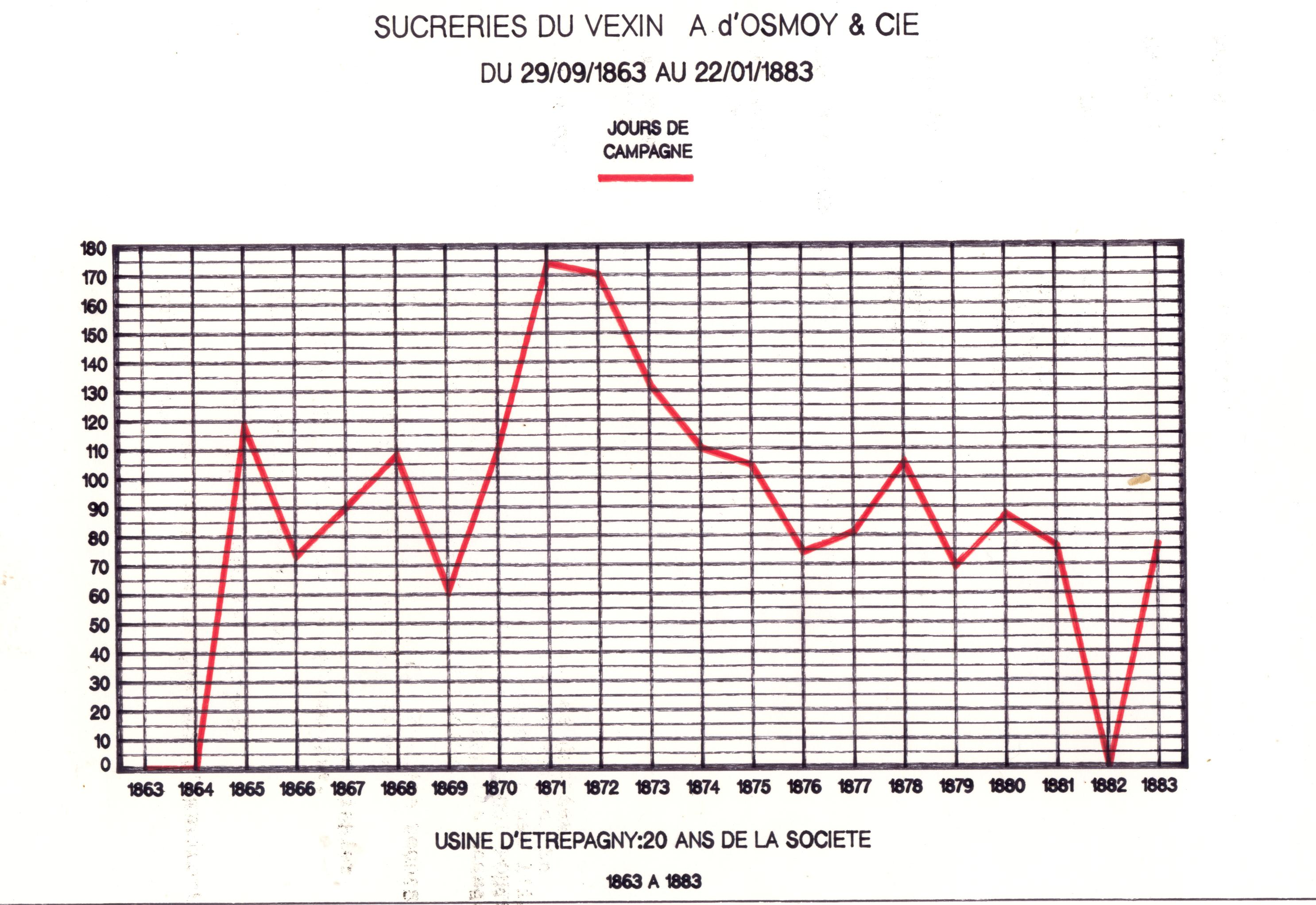
Courbe des jours de campagne betteravière de 1863 à 1883.

En décembre 1881, la société J.F Cail & Cie, actionnaire principal, est en faillite.
Le 7 février 1882, la déclaration de faillite touche Étrépagny, avec nomination d'un syndic : MM. Léon Ponchelet & L. Lecouturier avoués aux Andelys. Mais la vente à la criée de la propriété d'Osmoy à Auzouville-sur-Ry ne suffit pas pour combler les dettes.
C'est le moment que choisit Théophile-Ange-Joseph Pressard, chef de fabrication, embauché en 1879, quitte la société pour inventer un système de générateurs inexplosible, le système Pressard.
Le 22 janvier 1883, la dissolution de la société A. d'Osmoy & Cieest consommée. M. Clément, un des administrateurs est nommé liquidateur et M. Albert Gaultier, juge commissaire de la faillite d'Osmoy.
Le 6 février 1883, elle est officiellement dissoute. La mise en vente peut avoir lieu .

### L'année 1883
Le 19 mai 1883, une tentative de reprise est faite par M. Jean Joseph Paul Rattier, chez maître Jean Marie Paul Augustin Théret. On forme des statuts pour la compagnie sucrière d'Étrépagny, ayant son siège à Paris rue Bayen no 56. Cette société ne voit jamais le jour puisque, le 12 juin 1883, la nullité de la société est établie.

### La compagnie fermière de 1883 à 1899
Le 12 juillet 1883, MM. Paul Jacques Levavasseur  et Charles Denis de Vandeul se portent acquéreurs des installations. Chez maître Adrien Labouret, ils signent un bail pour la sucrerie et les deux râperies. Il prend effet le 1er août 1883, moyennant 38 000 francs pour la première année et 53 000 francs pour les autres années, cela pour une durée de 12 ans. La raison sociale devient compagnie fermière de la sucrerie centrale d'Étrépagny (Eure), et son siège social est au 64 rue Caumartin à Paris. L'administrateur délégué est le député de l'Aisne Alfred Macherez.
Quant à la sucrerie de Fontenay, elle est cédée, adjugée à 83 000 francs à MM. P. Lapeyre & V. Moutard. La principale préoccupation de la nouvelle direction est d'obtenir la confiance des cultivateurs et d'éviter les écueils qui avaient été fatals à la société précédente.
Le prix de la betterave ne se fait plus à prix fixe, mais en fonction de sa richesse en sucre. Ainsi apparaît la "densité" à l'achat. Un régime fiscal plus favorable permet aux usines d'entreprendre des améliorations techniques.
Le 31 juillet 1883, Jules Arthur Le Bref, ingénieur des arts et  métiers, est nommé directeur ; il le reste douze ans.
Au cours de  l'année 1884, dans chacune des usines de la société sont installés des coupe-racines et une batterie circulaire de diffuseurs à vases afin de remplacer la râpe et les presses aux performances médiocres.
La chaufferie est transformée en 1885. La vapeur est produite à Étrépagny par 10 générateurs de 8,9 m3 timbrés à 5 kilogrammes. Cette installation est assez considérable pour l'époque cependant que l'électricité n'existe pas et que ce sont des machines à vapeur qui assurent seules la force motrice.
C'est la raison pour laquelle la consommation de charbon atteint 125 kg à la tonne de betteraves. 
D'autres travaux sont entrepris pour améliorer le matériel : lavoir à tambour, filtre-presse, condenseurs barométriques, etc.
1886 marque l'arrêt définitif de la sucrerie de Fontenay-en-Vexin ; le mois de mars 1887, le tramway est aussi arrêté.
L'année suivante, l'extraction de pierre à chaux de la carrière d'Étrépagny n'est plus suffisante. On complète l'approvisionnement par de la pierre à chaux de Radepont puis de Fleury-sur-Andelle.
1895 voit l'arrivée d'un nouveau directeur, Louis Fackler.
En 1897, le premier transporteur hydraulique de la betterave est installé. Il remplace le brouettage à sucrerie.
Pendant de nombreuses années encore, on continuera de « brouetter » dans les râperies.
L'éclairage est assuré par le gaz provenant de la distillation de la houille dans le gazomètre de l'usine. Dans les râperies, on utilise l'éclairage au pétrole.
1898 : la sucrerie convainc l'administration des Postes de faire construire un local pour poste et télégraphie à Étrépagny afin d'étendre le réseau téléphonique vers Paris. On projette une râperie à Fontenay (Eure); l'idée n'est pas concrétisée.
En 1899, l'usine a une capacité de 500 tonnes de betteraves en moyenne par 24 heures. Le rendement en sucre (% kg de betteraves) a pratiquement doublé depuis 1864 et atteint 10,5 %. On peut estimer que 360 à 380 planteurs  livrent leurs betteraves aux usines et aux bascules. Sur ce nombre, une majorité de petits planteurs, 285 cultivant entre 0,5 et 3 ha de betteraves. La superficie totale calculée est de 1 700 hectares. Parmi les gros planteurs, certains cultivaient de 30 à 50 ha, parmi eux, on peut citer : Doré à Gamaches-en-Vexin, Delesques à Marcouville-en-Vexin, Lesage à Etrépagny, Marion à Chauvincourt. Le projet d'une râperie à Mouflaines n'est pas réalisé.

### La sucrerie de 1900 à 1945
L'assemblée générale extraordinaire des actionnaires de la société décide de changer son nom, le 5 juin 1900. Elle devient Sucrerie Centrale d'Étrépagny. Charles Denis Caroillon de Vandeul et le baron Paul Jacques Levavasseur font apport à la nouvelle société des terrains de l'usine centrale, des râperies de Saussay-la-Vache et de Brémule, des bascules ainsi que du matériel fixe et roulant. MM. Alfred Macherez et Gabriel Félix Bouchon sont nommés administrateurs de la société.

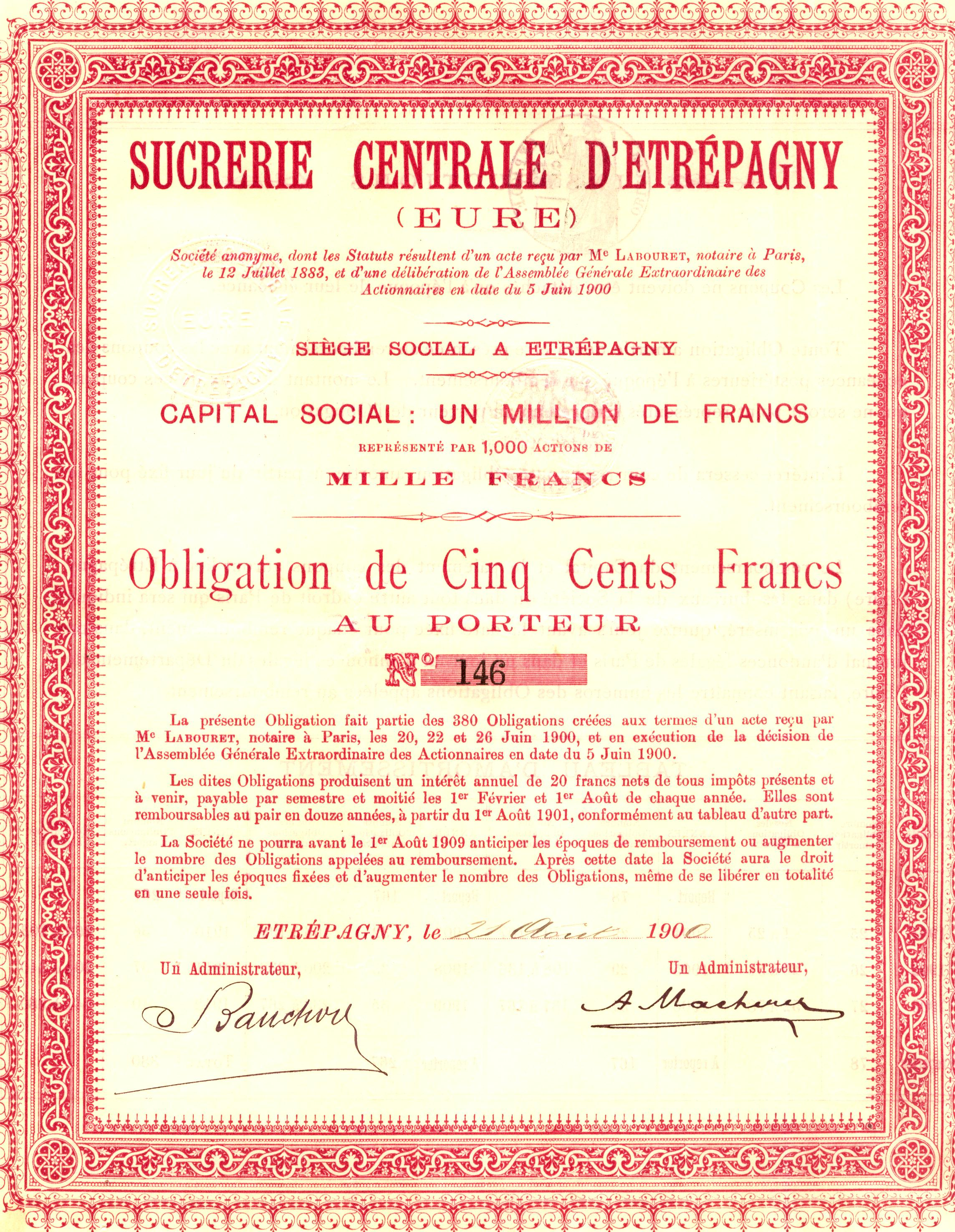
Nouvelle obligation à la suite du changement des statuts.

Louis Fackler cède sa place le 18 janvier 1901 à André Claude Macherez. On a toutes les raisons de croire que c'est sous la tutelle des sucreries Macherez-Gourmant & Cie dont le siège est à Fismes (Marne) et de la sucrerie euroise de Nassandres  que se trouve alors l'usine d'Étrépagny.
En ce début de siècle, les emblavements augmentent. La modernisation technique se poursuit et la plus spectaculaire intervient en 1901 avec l'électrification de l'usine. L'éclairage électrique est installé à Étrépagny et à Saussay. Le moulin de Valtot  qui, depuis des siècles, nourrissait une partie de la population, a cessé de tourner ; on utilise sa roue pour entraîner une dynamo qui recharge les batteries de l'éclairage électrique de secours.
Les eaux des transporteurs hydrauliques sont recyclées après décantation, à l'effet de limiter les rejets polluants  dans la rivière Bonde. Un effort particulier est fait pour augmenter les rendements en sucre par l'installation de nouveaux malaxeurs et de turbines en 3e jet. Ce sont des engagements financiers importants mais nécessaires car la concurrence est sévère entre sucreries.
Le gérant : « La sucrerie des Andelys vient nous enlever des marchés sur le plateau d'Écouis. Méru et Saint-Leu-d'Esserent offrent des prix élevés à l'achat des betteraves provenant des champs qui bordent les lignes de chemin de fer. » La sucrerie d'Us traite des marchés jusqu'à la ligne de Gisors à Vernon et même à Bézu-Saint-Éloi. Des acheteurs contactent des cultivateurs sur le marché d'Étrépagny alors très animé. Des conventions entre usines finiront par se mettre en place, mais elles ne sont pas toujours respectées. Cette concurrence fait que l'emblavement traité par Étrépagny augmente peu. La société poursuit la rénovation de l'usine. L'Usine centrale et ses râperies sont reliées directement par le téléphone.
Le 13 mars 1905, M. Macherez nomme directeur Auguste Krug , un ancien directeur à Braine (Aisne) et Fismes.

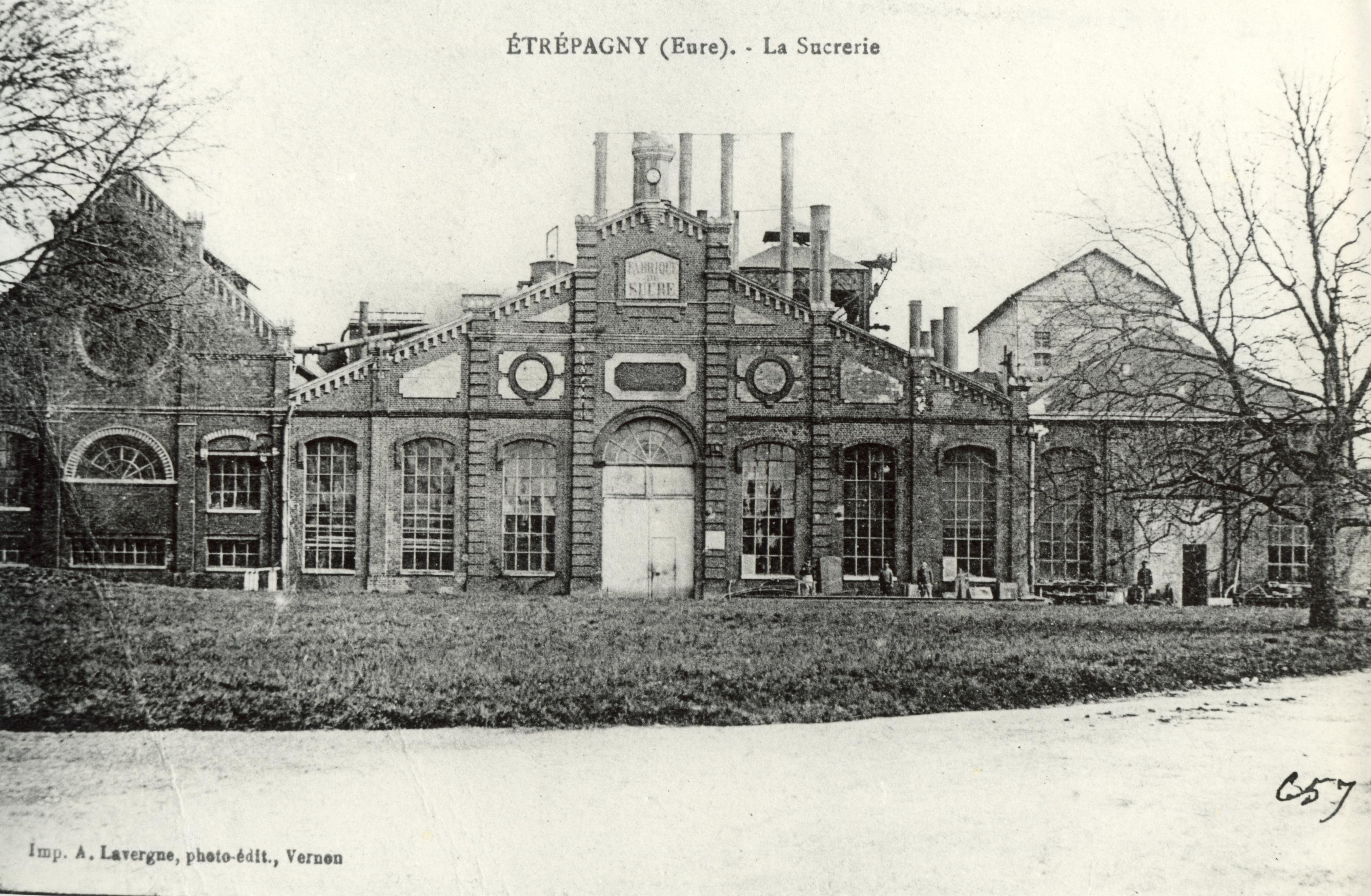
La façade avec les cheminées en tôle en 1909.

En 1909, le chargement du charbon est toujours manuel et à la pelle. Ce sont des wagonnets poussés par des hommes, les « rouleurs », qui alimentent les 50 à 55 tonnes de charbon nécessaires aux 10 chaudières en 24 heures. La consommation était encore de 100 à 110 kg à la tonne de betteraves. La chaufferie est modifiée par l'installation de 4 générateurs de 200 m2 et augmentation de la pression vapeur à 10 kg. Les 10 cheminées en tôle sont supprimées et remplacées par une en brique de la société J. Ferbeck & Cie de Rouen, de 50 mètres et d'un diamètre intérieur de 2,80 m (elle sera abattue lors des travaux de la Générale Sucrière en 1973). Un paratonnerre système Melsens est installé en son sommet.

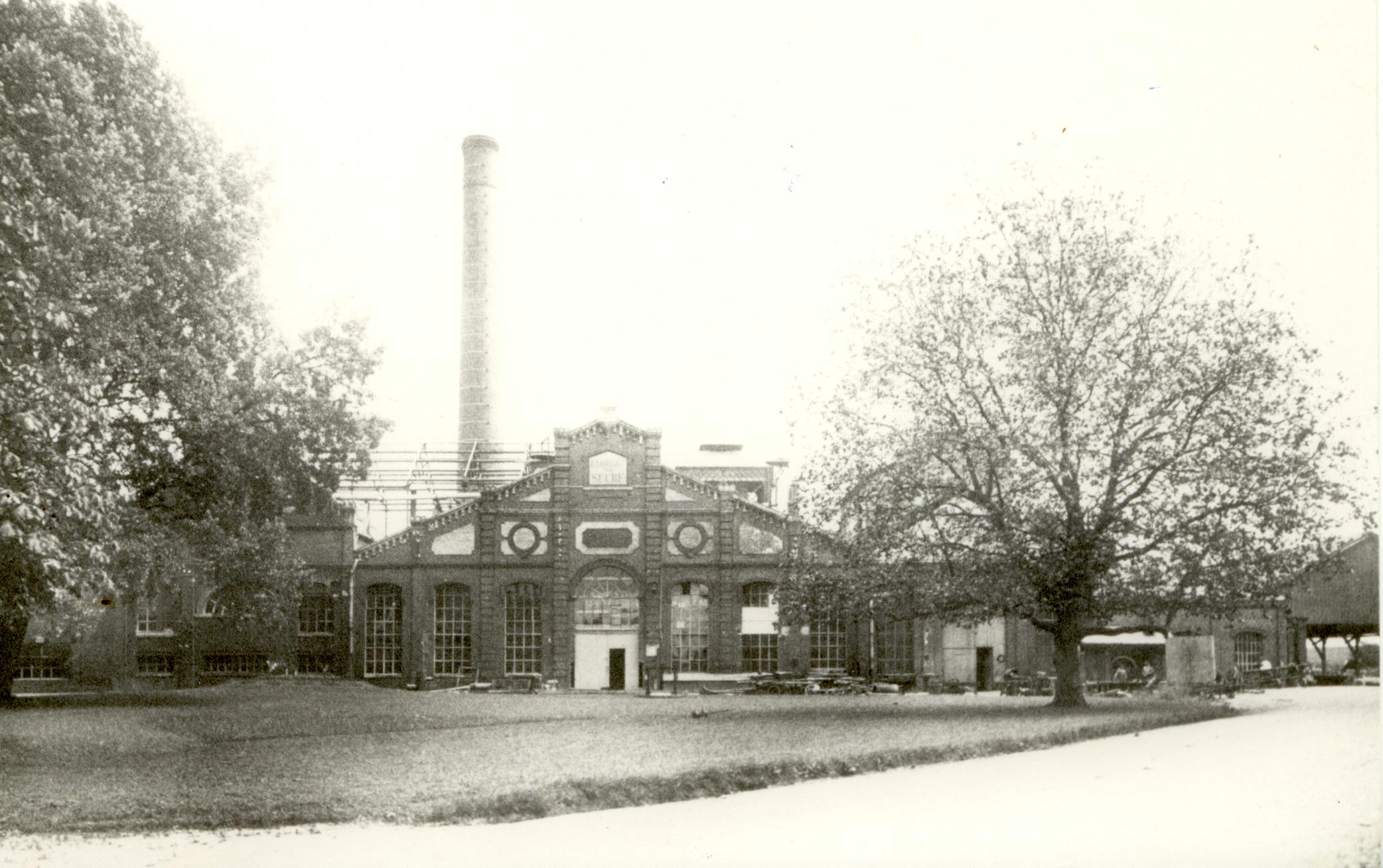
Nouvelle cheminée en brique de 50 mètres, et la construction du bâtiment de la chaufferie.

Un nouveau chef de fabrication entre en fonction : il s'agit d'Émile Charles Edmond Bardoux. On procède à l'installation de chaudières à carbonater en continu et aussi d'une batterie de diffusion en ligne.
L'électrification se poursuit en 1911 par l'installation d'un alternateur triphasé de 210 volts, 250 kVA. C'est le début du courant alternatif et les moteurs électriques triphasés remplacent progressivement les machines à vapeur à piston et les quelques moteurs à courant continu. Ainsi Étrépagny peut râper 500 tonnes de betteraves régulièrement auxquelles s'ajoutent les tonnages de Saussay et Brémule. La capacité atteint au total 650 à 700 tonnes par jour.
Première Guerre mondiale
Une période d'extrême difficulté commence avec la Première Guerre mondiale. Le personnel non mobilisable s'attache à faire « tourner » l'usine.
1915 : à côté des problèmes de main-d’œuvre  se posent des problèmes d'approvisionnement. Le charbon devient très difficile à obtenir, le front des armées se trouvant près des centres miniers. Les livraisons sont incertaines. La pierre à chaux, qui provient depuis quelques années du Pas-de-Calais est devenue trop siliceuse.
1916 : pour suppléer à ces manques de main-d’œuvre en culture, des essais sont faits de labourage à vapeur. La charrue est tractée par des locomobiles munies de treuils. Déjà en 1912, une démonstration de tracteur agricole à grande adhérence avait été faite à la ferme Doré à Gamaches.
1917 : des travailleurs militaires russes, pris en charge par la Sucrerie, apportent un utile complément de main-d'œuvre.
1918 : pour faire fonctionner l'usine, des demandes de sursis sont obtenues pour certains personnels militaires de la sucrerie.
Sortie de la tourmente de 1914-1918 indemne dans ses structures, la sucrerie peut reprendre rapidement les niveaux de production des années précédant la guerre.
Jusqu'en 1940
En 1920, la direction d'Étrépagny a bien ressenti la nécessité de se développer et de bénéficier des perfectionnements techniques de l'époque. Elle entame un vaste programme de modernisation qui couvrira presque une décennie.
L'installation d'une nouvelle chaufferie à charbon, de 2 groupes de 2 chaudières Stirling de 16 kg/cm2 avec grilles mécaniques, alimentées du parc à charbon par un important convoyeur sont installées.
En 1925, la construction d'une centrale électrique comprend deux turbines à vapeur Fives-Lille de 15 kg/cm2 et d'alternateurs CEM (Compagnie Électro-Mécanique) de 250 kVA. Dans cette même salle, on trouve un tableau de contrôle électrique centralisé.

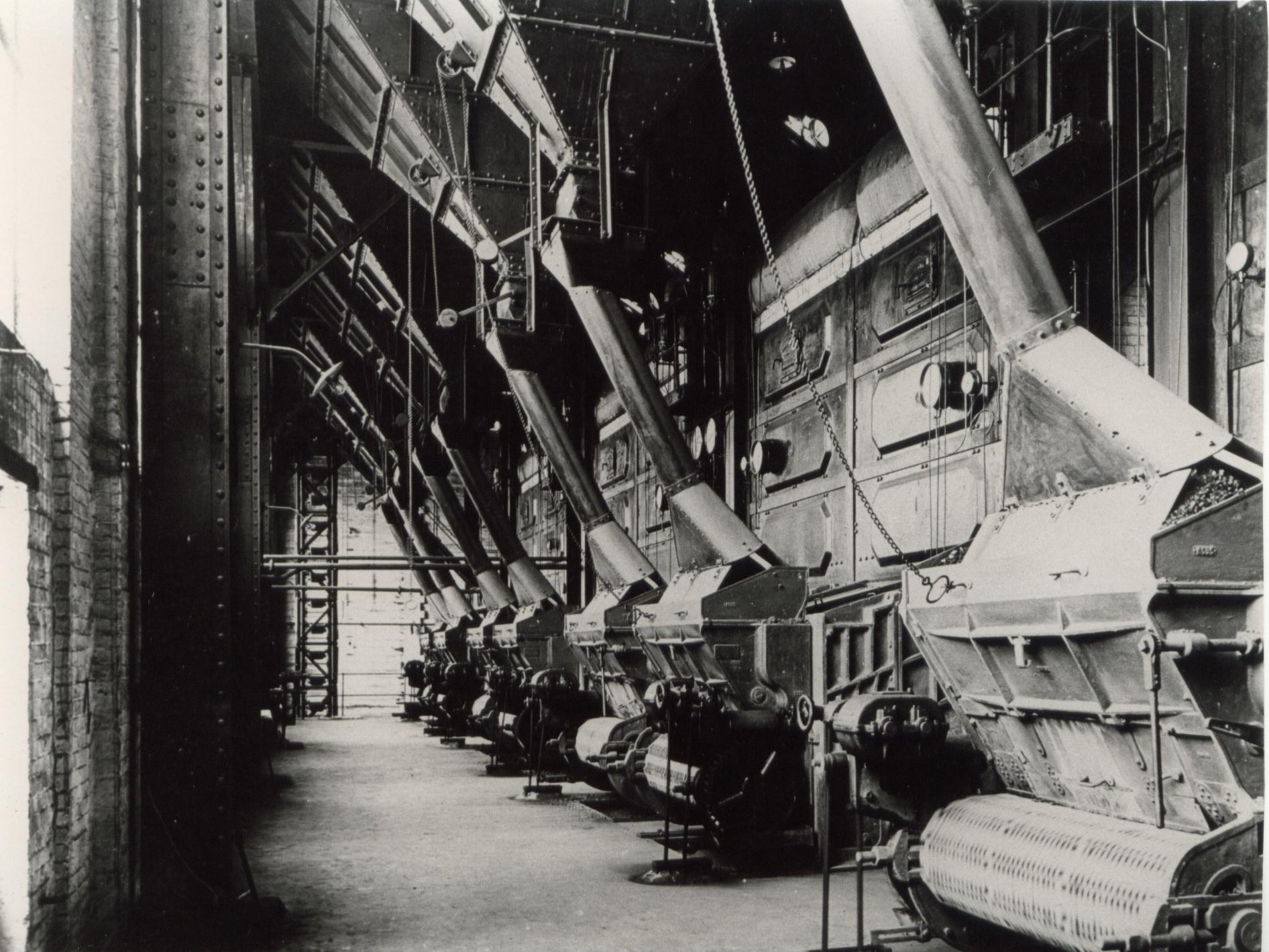
Les chaudières à charbon
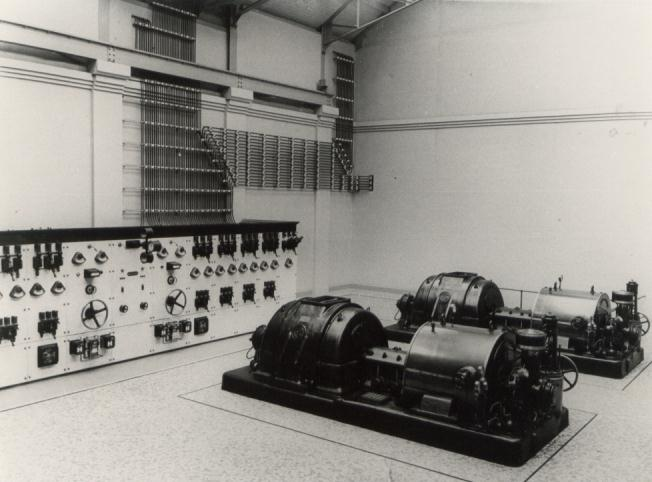
Le tableau électrique en marbre, les turbines à vapeur et les alternateurs de la société Fives-Lille.

Un entrepôt à sucre de 50 000 quintaux flambant neuf est équipé d'un pont roulant en 1928. Des 208 sucreries qui "tournaient" à la veille des hostilités, il en subsiste 108.
En 1928, les râperies n'échappent pas à la restructuration : Brémule cesse définitivement ses campagnes de râpage et devient dépôt de betteraves jusqu'en 1972 environ.
En 1930, on procède à une première étape de l'aménagement de la cour à betteraves par l'installation au-dessus des fosses d'un pont roulant sur un portique en béton armé. Il est installé une voie ferrée de 0,60 mètre de largeur reliant le dépôt de Brémule à la râperie de Saussay. Elle suit le bas-côté de la route nationale 14 bis, en contournant Écouis pour rejoindre la route nationale 14 Paris - Rouen. La traction des machines est à vapeur.
Afin d'augmenter la zone d'approvisionnement, on procède en 1931 à l'absorption de la petite sucrerie de M. Chéron à Villers-en-Vexin , qu'elle transforme en distillerie de betteraves, d'une capacité de production de 280 à 300 hl d'alcool à 96° par 24 heures.
L'année 1934 se montre exceptionnelle : 95 jours de campagne avec 131 000 tonnes de betteraves travaillées et une production de 157 000 quintaux de sucre et 17 500 hectolitres d'alcool à 96°. Les emblavements atteignent 4 000 hectares. Le transport des betteraves de Brémule à Saussay passe de la vapeur au Diesel. La râperie de Saussay est transformée par la construction de deux halls de fabrication et par l'installation de nouveaux équipements capables de travailler 500 à 550 tonnes par jour. Même sur le plan national la campagne 1934/1935 est très importante. La surproduction fait chuter les cours du sucre. La résorption des excédents sera longue et difficile. On commence à parler de « contingents betteraviers ». Détourner une partie de la production de betteraves vers la distillerie de Villers est une bonne solution et, en ce qui concerne Étrépagny, la direction se donne comme principal objectif la diminution de la consommation de charbon. Ces investissements, très importants pour l'époque, conduisent à travailler régulièrement 1 450 tonnes de betteraves par jour.
1935 : la façade d'origine de la sucrerie est remplacée par une façade moderne en briques, largement vitrée.
En 1936, M. Krug quitte la direction. Carl Hugues Edmond Bardoux en devient le nouveau directeur technique. La mise en service d'un économiseur Rotéco dans le but de réchauffer l'eau d'alimentation des chaudières en refroidissant les fumées est une première étape, la suivante étant d'évaporer les jus avec la plus faible consommation possible. On ne saurait traverser l'année 1936 sans évoquer les postes de 8 h en campagne, les 40 heures en inter-campagne et les premiers congés payés.
Un vaste programme de modifications étudié en 1938 par Carl Bardoux doit conduire à l'utilisation de la compression mécanique de la vapeur par turbomachine, appliquée au premier effet de la station d'évaporation.
À la veille du conflit mondial
En 1939, un groupe turbo-surpresseur Auguste Rateau est installé et on procède au premier essai. C'est une des premières réalisations de ce type en France, mais la guerre ne permet pas la mise en service de ce groupe et la poursuite immédiate des travaux. On consomme encore 55 kg de charbon.
Pour la première fois depuis la création de l'usine, la campagne n'a pas lieu à Étrépagny. Les betteraves, ou plutôt ce qu'il en reste, seront travaillées à la distillerie de Villers-en-Vexin. Ce répit est utilisé à Étrépagny pour adapter le turbo-surpresseur de vapeur à l'appareil d'évaporation avec un schéma totalement différent de celui de l'atelier, qui aboutit à une évaporation en ligne, très moderne. À la déclaration de guerre, la sucrerie doit faire face à des difficultés considérables. La campagne toute proche s'annonçait comme la plus importante depuis l'origine de la société. En effet, 4 140 hectares devaient fournir 138 000 tonnes de betteraves à 16 % de richesse.
C'est un personnel non mobilisable qui doit faire tourner l'usine. S'y ajoutent les affectés spéciaux et les femmes. Les saisonniers habituels sont remplacés dans la cour par des Berbères. Les postes sont à nouveau de 12 heures. Les cultivateurs sont insuffisamment dotés pour livrer leurs récoltes. La stabilité du front a permis d'obtenir de l'armée des militaires en permission agricole pour le chargement et les charrois. Et rien ne fut épargné au cours de cette campagne, ni la pluie, ni la neige, ni le gel.
Au cours de l'année 1940, apparaissent d'autres épreuves. Début juin, Étrépagny est bombardée par l'aviation allemande, dont la gare est l'objectif. Des victimes et habitations sont détruites mais la sucrerie est pratiquement indemne. Le 5 juin, c'est l'exode massif du personnel et de leur famille avec l'encadrement non mobilisable, vers Chanzeaux en Maine-et-Loire.
L'Occupation
Pendant les années d'occupation, on s'attache à ne pas perdre le contact avec la culture et la sucrerie tourne à capacité réduite, vu les nombreux prisonniers de guerre et les déportés du travail qui ne reprendront leurs activités qu'après la libération. La distillerie de Villers-en-Vexin est remise en service en 1941 et on y installe le recyclage des levures par centrifugeuse et la fabrication de levures sèches.
1944
Les blindés allemands ont manœuvré sans scrupule sur les terres cultivées du Vexin avant et après le débarquement des Alliés et la récolte est très réduite.

### Les Trente Glorieuses
- 1946 : le 1er mars 1946, elle devient Sucrerie et distillerie d'Étrépagny (SDE); Carl Bardoux en est le directeur.
- Fermeture de la distillerie de Villers-en-Vexin, démontée et réinstallée à Étrépagny.
- 1950 : 1re campagne de distillation avec de la mélasse et du jus de betterave ainsi que les égouts de sucrerie. On commence par produire des flegmes et ensuite de l'alcool rectifié extra neutre à 96°.
La capacité de l'usine est de 1 340 tonnes de betteraves par jour et la production de sucre de 16 000 tonnes par an.
- 1951 : avec la mise en service de la distillerie, la vapeur produite n'est pas assez importante, une chaudière Stirling au fioul lourd de 465 m2 est installée, en remplacement d'un groupe de 2 chaudières à charbon.
- 1953 : création de la société agricole industrielle d'Étrépagny (S.A.I.E.) pour la gestion des terres de la société.
- 1957 : des travaux sont entrepris en vue de l'installation au cours de l'année 1958 d'une diffusion continue RT de diamètre de 5,10 mètres.
- 1960 : installation d'une turbine automatique en 2e jet à commande par Ward Leonard ; suivie du montage d'une turbine continue Lehmam et enfin en 1963 d'une batterie de 2 centrifuges automatiques en 1er jet.
- 1964 : le jeudi 28 mai 1964 à 15 heures au cinéma Le Mansigny d'Étrépagny, célébration du centenaire de la sucrerie en présence de Sabatié-Garat[Qui ?], du maire d'Étrépagny et du député René Tomasini.
Arrêt de la râperie de Saussay et conversion en centre de stockage de betteraves. La voie ferrée industrielle d'Écouis à Saussay disparaît.
- 1966 : des essais de gamma densimètre sont effectués sur les appareils à cuire (les cuites), mais ce système suscite quelques méfiances.
- 1968 : une chaudière à fioul lourd COFRAP à 23 kg/cm2 complète celle existante.
- 1969 : la cadence de l'usine est de 2 325 tonnes par jour. Il est travaillé 216 000 tonnes de betteraves et produit 28 800 tonnes de sucre, 22 000 hectolitres d'alcool et 80 tonnes de levure alimentaire. La fin des années 1960 voit le progrès de la régulation. Les régulateurs ARCA ont fait leurs preuves depuis de nombreuses années à l'évaporation, c'est maintenant à d'autres ateliers de voir apparaître d'autres types de régulation, souvent pneumatiques. Puis, aux turbines automatiques succède dans le domaine l'automaticité, la conduite de la cuite 1er jet et la mesure de conductibilité réglant l'introduction continue de sirop et maintenant une sursaturation donnée.

### De 1970 à 1997
- 1970 : la conjoncture économique allant dans le sens des regroupements industriels et des fusions, le 1er janvier 1970, elle adhère à la Générale Sucrière et devient Générale Sucrière Établissement d'Étrépagny.
- 1972 : vente, le 31 mars 1972, de la râperie de Saussay-la-Campagne à la SICA.
- 1974 : le 1er janvier 1974, achat par la Générale Sucrière de la sucrerie de Saint Ouen l'Aumône et les droits de la distillerie du Boulleaume (fermée en 1977).
- 1975 : début des travaux pour porter Étrépagny de 2 400 à 7 500 tonnes de betteraves par jour. Création d'une unité entièrement neuve à la place de l'ancienne usine qui est détruite aux trois quarts, ainsi que la distillerie de 1950.

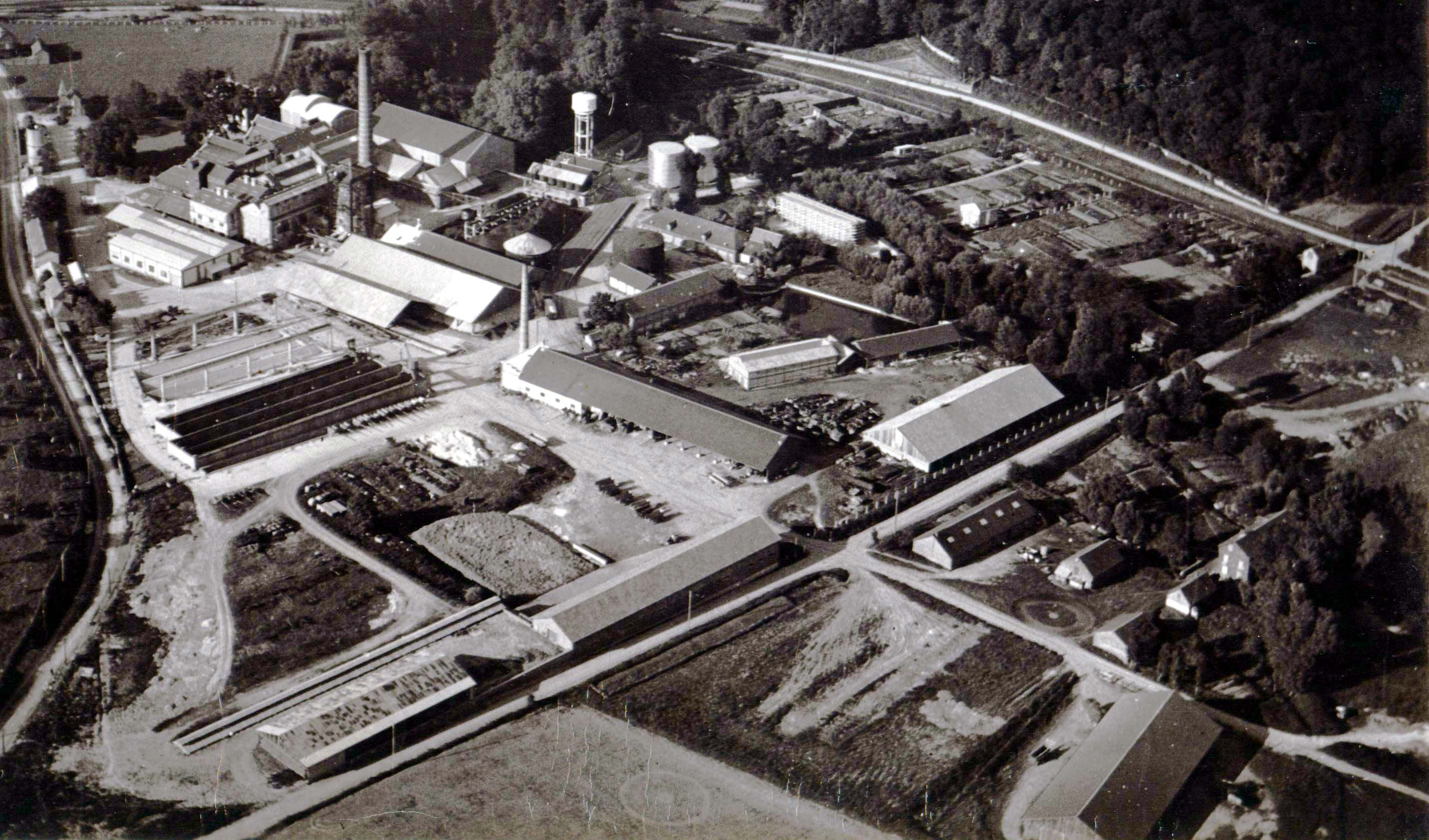
Vue d'avion de l'ensemble de l'usine en 1935.

- 1977 : achat par la Générale Sucrière de la sucrerie d'Us (Val d'Oise)[16].
- 1984 : jusqu'alors, l'énergie était fournie par trois chaudières à fioul dont deux, fort anciennes, ne correspondaient plus aux besoins d'une sucrerie par ailleurs très moderne. Après études de nombreuses solutions par les services de Générale Sucrière, il a été décidé d'installer une chaudière utilisant le charbon comme combustible (Etrépagny revient au charbon comme en 1863). Il a été passé commande à la société CNIM d'une chaudière susceptible de produire 110 à 120 tonnes par heure de vapeur à 43 bars de pression et une température vapeur de 415 degrés, ultérieurement, en fonction des besoins elle pourra fournir une vapeur à 78 bars. La consommation de charbon est de 320 tonnes par 24 heures, de quoi répondre à la totalité des besoins de l'usine. Cette chaudière fonctionne par injection du charbon dans le foyer, les fines brûlant en l'air, le reste brûlant sur la grille. Le chantier de construction a démarré en octobre de 1984 et le premier allumage a eu lieu le 15 juillet 1985. Le bâtiment qui l'abrite a une hauteur de 45 mètres. En réalisant cette chaudière, Etrépagny a achevé la transformation commencée en 1975, qui lui permettra de passer de 7 500 tonnes par jour à plus de 10 000 tonnes par jour.
- 1985 : le mardi 12 novembre, c'est l'inauguration de la chaudière CNIM, présidée par Bernard Dumon, président directeur général de Générale Sucrière, en présence du président du conseil régional de Haute-Normandie, du sénateur de l'Eure, du conseiller général des Andelys Bernard Tomasini, du sous-préfet et du maire d'Etrépagny.
Achat par la Générale Sucrière de la distillerie de Puiseux-Pontoise.

### De 1998 à 2012
- 1998 : Générale Sucrière Établissement d'Étrépagny devient Saint Louis Sucre établissement d'Étrépagny.
Début du projet 14 000 tonnes par jour, en août, construction du bâtiment de 2 000 m2 pour la diffusion RT2, et de l'épuration, venant de l'usine de Bresles.
- 2001 : le 1er mars 2001, Saint Louis Sucre établissement d'Étrépagny entre dans le Groupe Südzucker et devient Südzucker Établissement d'Étrépagny.
- 2012 : Début en avril de l'installation d'un nouveau sécheur à sucre de 85 tonnes par heure.

### Depuis 2012
Le 12 septembre 2014, la sucrerie a célébré ses 150 ans en organisant une journée portes ouvertes .